# Choque-Rei
Choque-Rei é a rivalidade entre as equipes brasileiras de futebol do Palmeiras e do São Paulo, sendo um dos clássicos mais equilibrados do Brasil e do mundo.
Os confrontos, marcados por uma mescla de brigas e futebol-arte, receberam na década de 1940 o apelido de Choque-Rei dado pelo jornalista Tomaz Mazzoni, do jornal "A Gazeta Esportiva", pela sua importância. O Choque-Rei levou por quatro vezes públicos maiores do que 110 mil pessoas ao Estádio do Morumbi. Os clubes são rivais desde antes do primeiro confronto, onde o precursor do São Paulo, o Paulistano, protagonizou nas primeiras décadas do futebol paulista uma intensa rivalidade com o Palestra Itália. O auge da rivalidade aconteceu entre 1942 e 1950, período em que São Paulo e Palmeiras dividiram os nove títulos paulistas disputados. Foram cinco títulos do São Paulo (1943, 1945, 1946, 1948 e 1949) e quatro do Palmeiras (1942, 1944, 1947 e 1950). Os palmeirenses mais novos não têm motivos para gostar do São Paulo, visto as recentes eliminações nas Libertadores de 2005 e 2006, mas a recíproca é verdadeira, pois o Alviverde eliminou o São Paulo da Libertadores de 2021, além do que o sonhado tricampeonato paulista do tricolor não veio até hoje por causa do Verdão, campeão paulista de 1947, 1950, 1972 e 1993.
O clássico tem como grande marca o equilíbrio, como a disputa pela segunda maior torcida do Estado de São Paulo e terceira maior do Brasil, tendo a torcida do São Paulo ultrapassado a do Palmeiras numericamente em meados da década de 1980, sendo a torcida palmeirense maior em quase todas as pesquisas anteriores. Destacam-se também: o confronto pela segunda posição no ranking de títulos de Campeonatos Paulistas (atualmente, são 26 do Palmeiras e 22 do São Paulo, sendo que o tricolor possui ainda 1 Supercampeonato Paulista de 2002 e o Palmeiras possui mais 2 títulos extras de 1926 e 1938 do Campeonato); a briga pelo maior número de participações na Copa Libertadores da América (atualmente, o Palmeiras possui 24 participações e o São Paulo 22); relevância no Brasil de cada um (o Palmeiras como o maior vencedor de competições nacionais - 18 títulos - e maior vencedor geral do Campeonato Brasileiro de Futebol - 12 títulos -, e o São Paulo com 8 títulos no total, sendo 6 Campeonatos Brasileiros); e o São Paulo maior campeão internacional do país com 12 títulos, contra 6 do Palmeiras. Ídolos; jogadores cedidos para a Seleção Brasileira em Copas do Mundo; entre muitos outros pontos que cercam essa destacada rivalidade entre os vizinhos de Centros de Treinamento.
A Rivalidade entre Palmeiras e São Paulo também atingiu contornos de inimizade durante a Segunda Guerra Mundial, quando o então Palestra Itália foi obrigado a mudar de nome para Palmeiras, já que o Brasil, governado pelo então presidente Getúlio Vargas, declarou guerra aos países do "Eixo" (Alemanha, Itália e Japão) e se alinhou aos países "Aliados", (EUA, URSS, Reino Unido, França, e outros países).  Informações da época são de que dirigentes do São Paulo estavam entre os que mais pressionaram as autoridades para que o rival mudasse de nome, respeitando a legislação nacionalista vigente na época.
Atualmente, Palmeiras e São Paulo são muito populares no Brasil, por conta principalmente das inúmeras glórias conquistadas por ambos em toda a história do futebol Brasileiro. É um dos clássicos de maior rivalidade no futebol do Brasil, e consequentemente do mundo.

## História

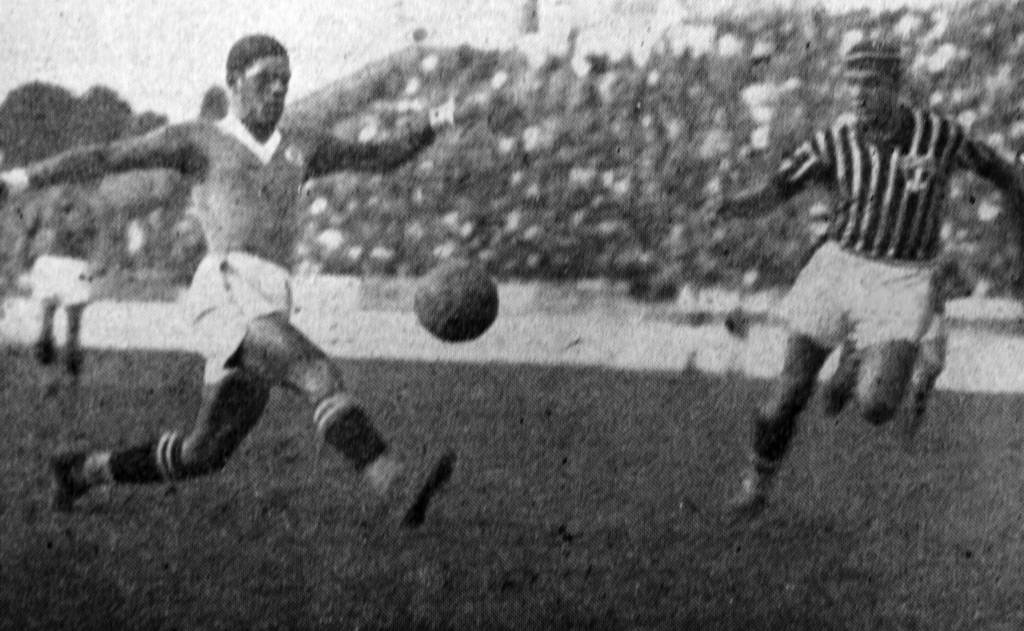
Partida entre Palestra Itália e no Campeonato Paulista de 1936

A Sociedade Esportiva Palmeiras, originalmente chamado de Palestra Itália, foi fundada por representantes da colônia italiana de São Paulo em 1914. Atualmente, a torcida se compõe não só de descendentes de italianos, mas também de descendentes dos mais variados povos de outras partes do mundo e do próprio Brasil, refletindo o cenário cosmopolita existente na capital paulista, historicamente conhecida por receber migrantes e imigrantes.
O São Paulo Futebol Clube se originou da união de desportistas de dois clubes da elite paulistana em 1930 (torcedores do Paulistano que abandonou o futebol profissional mas continua a existir como clube social e da AA das Palmeiras) que buscavam formar um clube que representasse a tradição dos paulistas, levando do estado o nome e as cores de sua bandeira (curiosamente a sua data de fundação em 25 de janeiro de 1930 coincide com o aniversário da capital paulista). Depois de um breve período de inatividade, foi refundado em 1935, conseguindo ampliar seu número de torcedores com pessoas de diversas classes sociais e de várias origens, também refletindo o cenário recente da cidade.

## Maiores clássicos

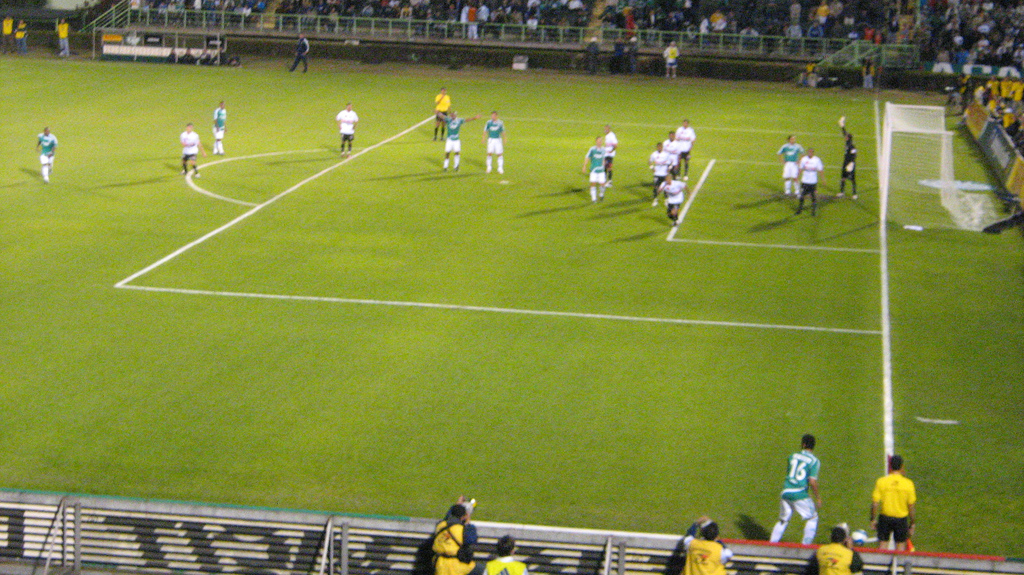
Choque-Rei disputado no antigo Estádio Palestra Itália em 2017

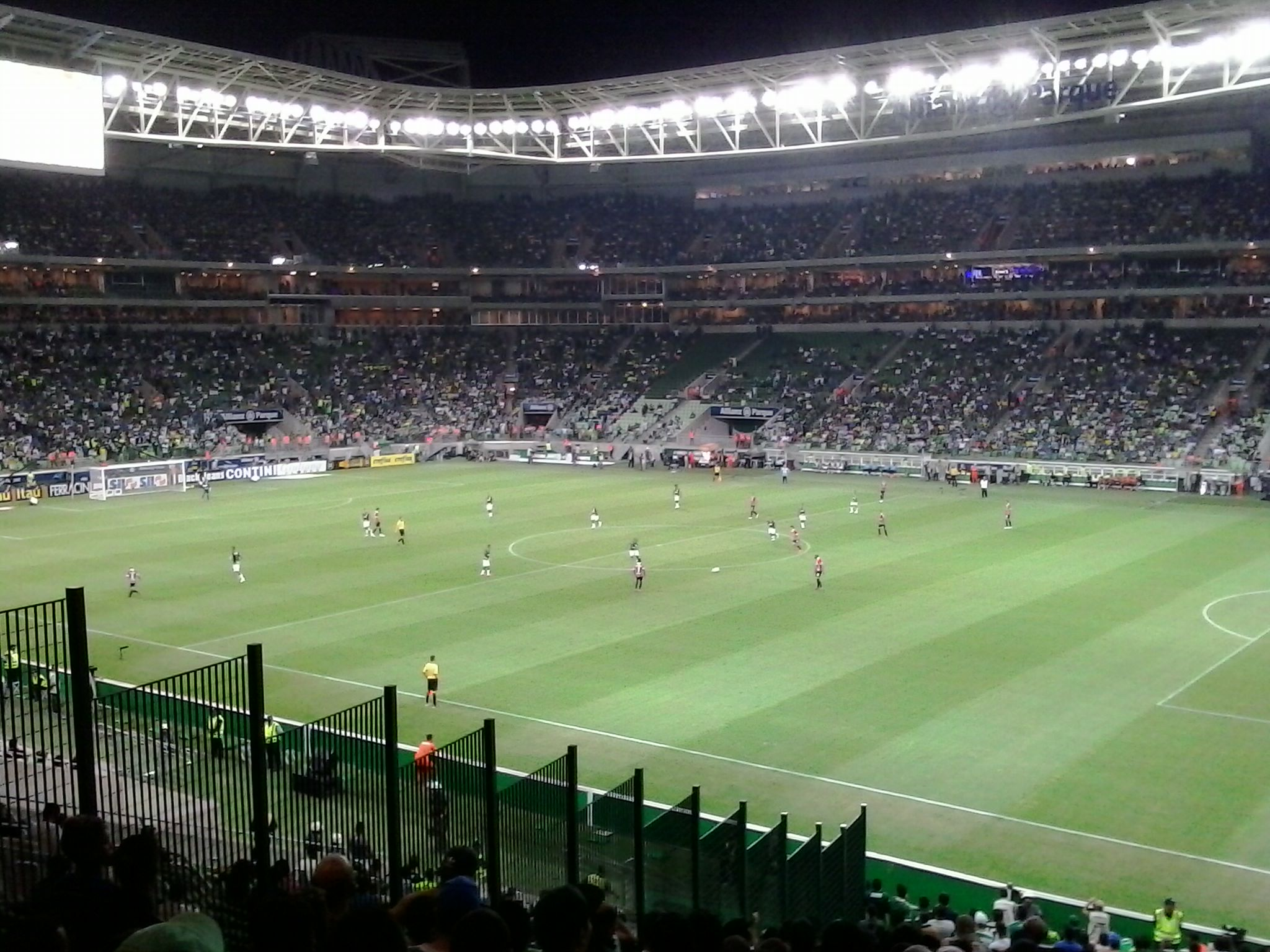
Primeiro Choque-Rei no Allianz Parque em março de 2015

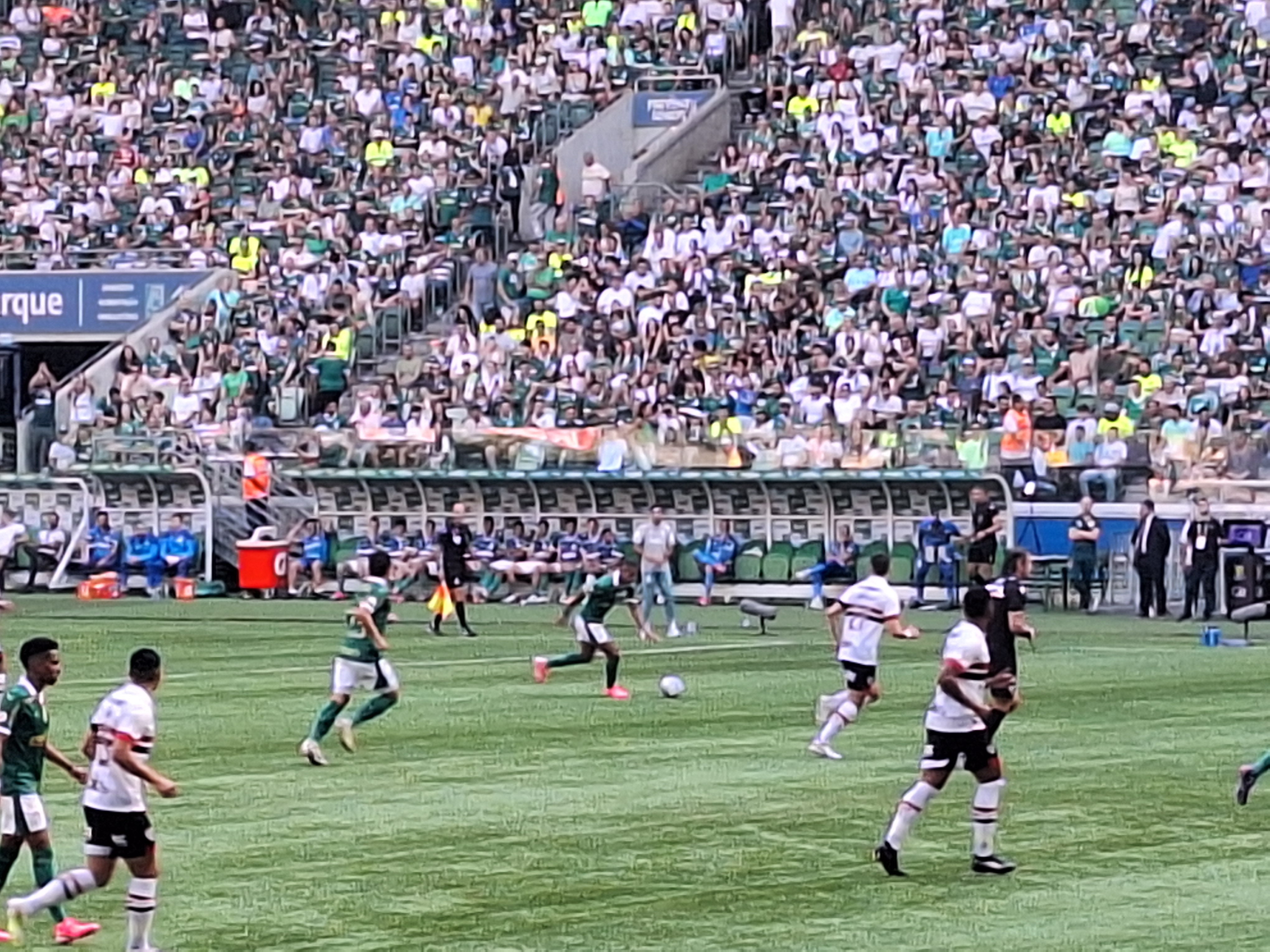
Clássico disputado no Allianz Parque em agosto de 2024

- O primeiro jogo entre o recém surgido São Paulo e o já grande Palestra Italia, ocorreu em 30 de março de 1930, válido pelo Paulistão, na Chácara da Floresta. O jogo terminou 2 a 2, gols são paulinos de Friedenreich e Zanuella.
- No ano do seu primeiro título, o Paulistão de 1931, o tricolor teve no Verdão, que terminou vice, seu grande adversário ao título. No turno, uma vitória palestrina por 3 a 2 em 1 de maio, e, no returno, uma goleada são paulina por 4 a 0, a qual fez os palestrinos jurarem revanche.
- No Paulistão de 1932, os dois eram os pleiteantes ao título. Vitória Alviverde por 3 a 2 no primeiro turno. Porém, com a Revolução Constitucionalista de 1932, o segundo turno não foi realizado, e o Verdão, líder, acabou campeão, com o São Paulo, reclamando por não ter o jogo de volta, vice.
- No Paulistão seguinte,em 1933, novamente ambos eram os favoritos e novamente, o Palestra bateu o Time da Fé, mas, agora sem deixar dúvidas: 3 a 2 no turno e 1 a 0 no returno. Por sinal, foi nesse jogo do returno, ocorrido no estádio Palestra Itália em 12 de novembro de 1933, que o gol solitário de Avelino aos 29 minutos da etapa complementar, garantiu o título do Palestra ao fim da partida, o qual coincidentemente enfrentava seu adversário na disputa pelo título, o Tricolor vice-campeão.[9]
- No 1º Torneio Rio-São Paulo da história, em 1933, o Verdão disputava com o São Paulo ponto a ponto o título - o alviverde derrotou o tricolor no 1º e 2º turnos da competição - por 3 a 2 e 1 a 0 respectivamente, triunfos que foram vitais para sua conquista; jogos aliás que também valeram pelo paulistão de 1933. No final do Rio-São Paulo o Verdão foi o campeão com 36 pontos, contra 34 pontos do tricolor, que foi vice campeão.
- Em 1934 o Time da Fé não foi campeão, mas teve uma alegria diante do rival: No último jogo do campeonato, o Verdão, já campeão com sobras e invicto, encontrou o tricolor, no "jogo da festa".  No primeiro turno do paulista o Palestra já havia vencido o tricolor por 2 a 0. O São Paulo então deu o troco, venceu o último clássico por  1 a 0, quebrou a invencibilidade e acabou com a festa adversária, no título que ficou conhecido como sinfonia inacabada.
- No primeiro clássico após a "morte" do São Paulo da Floresta e o seu ressurgimento, vitória fácil do futuro Palmeiras: 3 a 0 em 25 de outubro de 1936.
- Desde que fora refundado, o "mais querido" ainda não conseguira vencer seu maior rival. Sua última vitória fora ainda como Tricolor da Floresta, por 1 a 0 em 28 de outubro de 1934. Até que em 26 de março de 1939, no seu antigo campo da Antárctica Paulista, o Estádio Antônio Alonso, na Rua da Mooca, o São Paulo não só quebrou o tabu, como impôs a maior goleada da história do clássico com um 6 a 0.
- O Palestra Itália conquistou o Campeonato Paulista de Futebol de 1940 com uma vitória sobre o Time da Fé, que não lutava pela taça, por 4 a 1.[10] Porém esse jogo foi polêmico pois o atacante Paulo do Tricolor disse ter recebido uma proposta de suborno no valor de 3 contos de réis de Sídnei do Alviverde, a mando do dirigente Higino Pellegrini. Sídnei acabou suspenso por tempo indeterminado.
- O Palestra entrou na última rodada do Paulistão de 1942 diante do São Paulo, adversário direto pelo título, a quem culpava pela perseguição que sofria devido às suas raízes italianas. para fugir da perseguição devido às suas raízes, adotou nome brasileiro e entrou em campo com uma bandeira do Brasil. Estreou com o novo nome, Palmeiras, e o novo escudo justo diante do inimigo, e, para doce vingança, impôs um 3 a 1, com direito a abandono de campo do time tricolor aos 19 minutos do segundo tempo após marcação de pênalti cometido por Virgílio, que lhe valeu o título de campeão. A violência durante o jogo foi tanta que o juiz da partida acabou suspenso por 10 dias, por não coibí-la.
- Já o primeiro título do Tricolor após a sua 'ressurreição', ocorreu no campeonato seguinte, 1943. O São Paulo líder ao lado do Corinthians, enfrentaria o Palmeiras, 3° colocado, 2 pontos atrás. Se o Verdão vencesse, os três empatariam e haveria um supercampeonato desempate. Aos 6 minutos de jogo, Sastre se contundiu e passou o resto do jogo fazendo número, pois não havia substituição. O Time da Fé passou então o jogo segurando o 0 a 0, que lhe valeu a taça. Foi o ano em que 'a moeda caiu em pé'.[11]
- Em 1944, Palmeiras e São Paulo chegavam outra vez, cabeça a cabeça, na reta final do Paulistão. O tricolor de então era um jovem vencedor, cujo segundo título tinha sido conquistado um ano antes, em 1943. O Palmeiras chegava para o clássico com um considerável desfalque. O argentino Dacunto, centro-médio que formava uma afinada linha com Og Moreira e Gengo, não poderia entrar em campo, conforme decisão do Tribunal de Penas Desportivas. Dizem que, graças a uma jogada de bastidores, o São Paulo teria conseguido a suspensão do jogador na Federação.[carece de fontes?] Não fez diferença: Palmeiras 3 a 1 que deram a vitória ao Verdão, a torcida, de alma lavada, organizou um desfile pelas ruas da cidade, carregando um caixão tricolor e cantando em coro: "Com Dacunto, ou sem Dacunto/ ê,ê,ê eu ganho/ Com Dacunto, ou sem Dacunto/ ê,ê,ê eu ganho/Com Dacunto ou sem Dacunto, o São Paulo é defunto".[12] No jogo seguinte, contra o Santos, o Palmeiras venceu por 1 a 0 e garantiu o título de 1944.[13]
- O único título paulista ganho invicto pela São Paulo veio no Paulistão de 1946, em uma vitória dramática diante do Palmeiras. Quem torcia pelo tropeço do Tricolor era o Corinthians que lutou palmo a palmo pela taça. No Pacaembu, um jogo tenso. Aos 13 do segundo, Luizinho do tricolor chutou Oberdan, iniciando uma grande briga com 4 expulsos: Og Moreira e VillaDoniga do Verdão e Luizinho e Remo do São Paulo. Aos 38 do segundo Bauer centra, a bola bate na trave e no rebote, gol do zagueiro Armando Renganeschi, - 1 a 0 - que foi colocado na ponta-esquerda por estar contundido, mas teve forças para escorar o gol da taça.
- No dia 15 de outubro de 1950, os rivais se encontraram no Estádio do Pacaembu pelo Campeonato Paulista, com o jogo entrando para história já que foi o primeiro evento esportivo a ser transmitido ao vivo pela TV, diretamente de um estádio, na história do Brasil. O jogo acabou com vitória do Palmeiras por 2 a 0. Por problemas técnicos, apenas o segundo tempo foi transmitido.[14]
- A mais dramática e heroica vitória palestrina num Choque-Rei ocorreu em 28 de janeiro de 1951, ficando conhecida como "O Jogo da Lama". O São Paulo buscava o tri paulista, e a três rodadas do fim liderava. Mas, na penúltima e antepenúltima rodadas perdeu e foi ultrapassado justamente pelo Palmeiras, que enfrentaria na última rodada do returno. No dia do jogo decisivo, caiu uma tempestade em São Paulo, tornando o gramado do Pacaembu um lamaçal. A vantagem do empate era do Verdão, o que forçou o tricolor ao ataque, com Teixeirinha abrindo 1 a 0 para o tricolor com apenas quatro minutos de jogo. No resto do primeiro tempo, o time do Morumbi massacrou o  alviverde, que só não tomou gols devido à monstruosa atuação de Oberdan Cattani. Os palestrinos descem ao vestiário onde Jair da Rosa Pinto, aos berros, exige uma reação dos colegas - fato que foi gravado numa impressionante foto de jornal da época. Numa reação, em um campo impraticável pelo barro, Jair faz jogada para Aquiles empatar o prélio e definir o clássico. No Ano Santo, os palmeirenses, às lágrimas,  sagram-se campeões paulista de 1950, impedindo o tricampeonato certo do São Paulo, e ainda classificando-se para a Copa Rio.
- Em 1956 o Tricolor aplicou uma das maiores goleadas do clássico ao vencer o Palmeiras pelo placar de 5 a 0 no Pacaembu, pelo campeonato Paulista daquele ano, em noite inspirada de Gino Orlando que marcou dois gols na partida.
- Zizinho era o maior jogador do país em 1957, e ao ser contratado pelo Mais Querido, sem nem ao menos um único treino com o elenco, estreou em um clássico contra o Palmeiras. Liderou, venceu com o São Paulo por 4 a 2, dando início a uma invencibilidade do Tricolor dali até o fim do campeonato, acabando Campeão Paulista de 1957.
- No Torneio Rio-São Paulo de 1965, na etapa final da competição, o Palmeiras impôs a maior goleada feita em cima do rival tricolor, 5 a 0. Isso já seria motivo de sobra para que este clássico se tornasse inesquecível, mas existe ainda outro motivo: na oportunidade, o Verdão liderava a disputa com 7 pontos, seguido bem de perto pelo Tricolor, que somava seis. A soma de mais 2 pontos devido à vitória levou a 9, tirando qualquer chance de título para os são-paulinos e deixando o Palmeiras bem próximo da conquista do tricampeonato do Rio-São Paulo.
- No Paulistão de 1971, ambos decidiam o título, mas o São Paulo jogava por empate, pois tinha 34 pontos contra 33 do vice-líder Palmeiras, que o enfrentaria. Logo aos 5 minutos do primeiro tempo, Toninho Guerreiro aparou no peito uma bola rebatida pela defesa e, mais ou menos da altura do pênalti, mandou-a para as redes palmeirenses. Daí para a frente, foi o Palmeiras atacar sem parar, porque precisava vencer a partida, e o São Paulo se defender, já que o empate também daria o título. Essa partida teve um lance polêmico, que até hoje não foi resolvido na cabeça dos palmeirenses: aos 22 minutos do segundo tempo, Leivinha fez um gol que não foi validado pelo juiz Armando Marques. Para os palmeirenses, o gol foi de cabeça; para Armando Marques, foi de mão. Ao se ver as imagens hoje, percebe-se que o atacante usa a cabeça, mas o fato de ter esticado os dois braços no lance é o que deve ter provocado a dúvida no juiz. Irritados, os palmeirenses chegaram ao limite quando, já no fim do jogo, um funcionário errou ao devolver a bola para o campo, deixando-a escapar pelo lado contrário. Todos, de Leão a Fedato, correram atrás do funcionário para o agredir. Ninguém o pegou e, ainda por cima, Eurico e Fedato foram expulsos. Foi, enfim, um jogo fantástico, emocionante, eletrizante, que deu ao São Paulo o terceiro bicampeonato de sua história.
- No Paulistão de 1972, veio o troco do Alviverde invicto, diante de um São Paulo também invicto, com um 0 a 0. A vingança: líderes do Campeonato Paulista de 1972 desde seu início, os dois velhos rivais chegam invictos à última rodada. Agora, com 36 pontos, o Palmeiras joga por um empate contra o São Paulo, que tem 35. É a vez dos são paulinos chorarem uma bola chutada no travessão pelo ponteiro Paulo. Os palmeirenses, com o 0 a 0 garantido, dão a volta olímpica de campeões do Sesquicentenário da Independência do Brasil. Melhor que a alegria do título, era pensar que o adversário, também invicto, morreu na praia.
- Em 1973, o Alviverde ganhou o bicampeonato Brasileiro na última rodada do quadrangular decisivo do Brasileirão com outro 0 a 0 diante do tricolor, que, de novo, engoliu um vice.
- Em 1974, a revanche tricolor, que venceu o Verdão na Libertadores da América, tanto no Palestra Itália, por 2 a 1, como no Morumbi, por 2 a 0. Apesar do confronto ter sido realizado na primeira fase da competição, que era de grupos com quatro equipes cada, as vitórias são-paulinas levaram o tricolor à liderança de seu grupo e, como apenas uma equipe se classificava para a próxima fase, o Palmeiras, mesmo em segundo lugar, ficou fora da sequência da competição.
- O São Paulo eliminou o Verdão (que jogava pelo empate) na semifinal do Paulistão de 1978, realizada em 17 de junho de 1979, com um gol de Serginho Chulapa, aos 14 minutos do segundo tempo da prorrogação.
- No Paulistão de 1981 o Tricolor goleou o alviverde por 6 a 2, com direito a gol de letra de Mário Sérgio.
- Brasileirão 1985 - 16 de março de 1985 – São Paulo 4 a 4 Palmeiras - 90 minutos de emoção. Pelo Campeonato Brasileiro de 1985, Palmeiras e São Paulo se enfrentavam num jogo que não decidiria título para nenhum dos dois lados. Os torcedores presentes não imaginavam que veriam um dos maiores clássicos entre Palmeiras e São Paulo. Pita abriu o placar logo aos 11 minutos de jogo. O Palmeiras só reagiu aos 40' com Jorginho. Mas logo em seguida, Muller colocava o Tricolor em vantagem novamente. O segundo tempo mal começara e Careca, de pênalti, ampliava a vantagem são-paulina: 3 a 1. A reação do Verdão foi fulminante e Mendonça empatou o jogo, marcando aos 17 e aos 20 minutos: 3 a 3. Mas o São Paulo esfriou os ânimos alviverdes oito minutos depois, com Oscar, que já havia metido uma bola no travessão de Leão: 4 a 3. Aos 43 minutos, pênalti para o Tricolor. A torcida do Palmeiras já se preparava para ir embora, quando Careca perdeu a chance de liquidar a partida. Mas o milagre viria aos 45 minutos quando o lateral Ditinho deu os números finais do clássico: São Paulo 4 a 4 Palmeiras. Tarde de gala!
- O Tricolor eliminou o alviverde na semifinal do Paulistão de 1987. Mas o que todo mundo lembra mesmo no 3 a 1, é do frango de Zetti, que deixou a bola chutada por Neto passar no meio de suas pernas.
- Paulistão 1988. 17 de julho de 1988 – Palmeiras 1 a 0 São Paulo - O Palmeiras tira o São Paulo da final e dá a vaga ao, acredite se quiser, Corinthians. Na semifinal do Campeonato Paulista de 1988, Palmeiras, São Paulo, Corinthians e Santos caíram justamente no mesmo grupo. Só um se classificaria para a final da competição. Até que na última rodada, Corinthians e São Paulo mantinham as chances de ir à decisão. Os são-paulinos acharam que o Palmeiras entregaria o jogo, só para complicar o arquirrival Corinthians. A hipótese mexeu com o brio dos palmeirenses, que venceram o Tricolor por 1 a 0, com um gol de Gerson Caçapa, eliminando outro rival, o do Morumbi.
- O Time da Fé levantou o bicampeonato paulista em 1992 com duas vitórias sobre o arquirrival: 4 a 2 e 2 a 1, disputando e ganhando sua primeira Copa Intercontinental entre as decisões. Antes, no primeiro semestre daquele mesmo ano, o Palmeiras impôs uma goleada por 4 a 0, no Morumbi, em clássico válido pelo Campeonato Brasileiro.
- A chegada da Parmalat como cogestora do Palmeiras garantiu a hegemonia do Verdão no futebol nacional por alguns anos. O início dessa fase coincidiu com o fim da fase dourada do Tricolaço. Ainda no Campeonato Brasileiro de 1993, São Paulo e Palmeiras chegaram à  penúltima rodada do quadrangular semifinal como postulantes à vaga na decisão. Em pleno Morumbi o Alviverde ganhou do Tricolor Paulista por 2 a 0, com belo gol do volante César Sampaio, que, a partir do meio-campo, driblou vário jogadores do adversário antes de chutar para as redes. Com essa vitória, bastava ao Alviverde empatar na última rodada, em casa, contra o já eliminado Remo, o que ele conseguiu e lhe classificou para a final, na qual seria campeão nacional.
- Em 1993, Palmeiras e São Paulo se encontraram na semifinal Torneio Ramón de Carranza, com vitória do verdão por 2 a 1, que levou o Alviverde para a final contra o Cádiz da Espanha, na qual o Palmeiras perdeu por 3 a 1 nos pênaltis.
- O paulistão de 1994 disputado em pontos corridos tinha jogo decisivo entre o líder Palestra e o vice tricolor. Palmeiras e São Paulo, disputavam palmo a palmo a liderança da competição e iriam se enfrentar num domingo, 1º de maio. Porém no dia do clássico, ocorreu a morte de Ayrton Senna. Ambas as torcidas lamentaram e cantaram juntas o nome do ídolo. Em campo, o Verdão ganhou por 3 a 2 de virada e praticamente pôs as duas mãos na taça, festejando seu bicampeonato.
- O Verdão era favoritíssimo diante do Tricolor no segundo encontro dos times pela Copa Libertadores de 1994, pois tinha um timaço, que o eliminara seguidas vezes nos últimos confrontos. Após empate por 0 a 0 no primeiro confronto pelas oitavas, os times adotaram táticas diferentes: O elenco tricolor entrou em concentração por uma semana. Os palmeirenses foram fazer excursão pelo exterior. Resultado: Tricolor 2 a 1, e Verdão novamente eliminado.
- No clássico válido pelo Brasileirão de 1994, após um empate em 2 a 2, Edmundo inicia uma briga com André do São Paulo, que logo se generaliza com quase todos os jogadores de ambos os lados. O jogo acabou ali.
- Em 20 de agosto de 1995 aconteceu a maior tragédia da história do Choque-Rei, justamente num jogo entre juniores. Na final da Supercopa SP 1995, após empate no tempo normal, os meninos do Verdão ganham a taça com um gol na prorrogação - 1 a 0, mas em vez de festa, houve a maior batalha campal da história de nosso futebol. O jogo foi realizado no estádio do Pacaembu, na época em reformas, cheio de entulho, pedras e vigas de ferro espalhadas entre as arquibancadas. Estádio cheio, fim de jogo, provocações entre as torcidas organizadas, especialmente Mancha Verde e Torcida Independente. De repente, torcedores invadem o gramado, armados de paus e pedras, indo uns contra os outros. As TVs registraram ao vivo grupos de covardes que cercavam adversários sozinhos e os espancavam. Por fim, o Pacaembu foi praticamente destruído, ficaram 101 feridos e o são paulino Márcio Gasparin da Silva, de 16 anos, que depois de levar pauladas, foi levado ao hospital em coma, e este infelizmente, faleceu 8 dias após sofrer a agressão, no dia 28 de agosto. Após esses fatos, Mancha e Independente foram cassadas pela justiça, além de mudança drástica no trato às organizadas.
- São Paulo eliminou o Verdão nas semifinais do Campeonato Paulista de 1998 com duas vitórias, por 2 a 1 e 3 a 1.
- Na Copa Belo Horizonte de Futebol Juniores de 1998, os dois inimigos fizeram a final, e o Palmeiras acabou campeão mais uma vez sobre o rival.
- No Torneio Rio-São Paulo de 1998, os dois rivais se viam frente a frente na semifinal do campeonato, no primeiro confronto vitória do Verdão por 2 a 1; gols: Paulo Nunes 19, Oséas 24 e Dodô 44 do 1° tempo. Mas no segundo jogo o time da fé venceu por 1 a 0; gol de Dodô 20 do 2° tempo, o que levou a decisão da vaga para a final para os pênaltis: nova vitória são paulina por 3 a 2 e vaga na finalíssima. O São Paulo ficou com o vice da competição naquele ano.
- No Campeonato paulista de 1999, ocorreram dois grandes clássicos: 17 de abril de 1999 - Palmeiras 4 a 4 São Paulo –(2º fase)- Estádio do Morumbi. O árbitro Paulo César de Oliveira expulsa dois jogadores do Palmeiras: Agnaldo e Jackson. Marca um pênalti duvidoso contra o Palmeiras, quando a equipe vencia por 4 a 3, aos 37 minutos do segundo tempo, que foi convertido e originou o empate. No segundo clássico daquele paulistão, dia 9 de maio de 1999 - Palmeiras 1 a 5 São Paulo –(2º fase)-Estádio do Morumbi. Mais uma conturbada arbitragem de Paulo César de Oliveira, que expulsa os palmeirenses Roque Junior e Jackson. Marca dois pênaltis contra o Palmeiras, o primeiro deles quando a partida estava 1 a 1 e o segundo quando o São Paulo já vencia por 2 a 1. O resultado final da partida foi que o tricolor conseguiu uma vitória épica sobre o verdão pelo placar de 5 a 1.
- Em 2000 ocorreu o primeiro confronto pela Copa do Brasil. Nas quartas de final o São Paulo venceu por 2 a 1 no Morumbi e por 3 a 2 no Palestra Itália.
- O Palmeiras manteve um tabu de 29 anos e nove meses sem perder para o São Paulo por jogos do Brasileirão, entre 1970 e 2000, quando uma vitória são paulina por 3 a 0 em 2 de setembro de 2000 deu fim ao jejum.
- São Paulo e Palmeiras se enfrentaram nas oitavas de final da Copa João Havelange, o Brasileirão de 2000, sendo que, por ter a melhor campanha, o Tricolor decidiria em casa. Em 25 de novembro, no jogo de ida no Pacaembu, o Time da Fé saiu na frente, mas o Alviverde empatou decretando o 1 a 1. Na decisiva, 30 de novembro, em pleno Morumbi, o Verdão impôs 2 a 1, eliminando o Mais Querido.
- No Torneio Rio-São Paulo de 2002, o Time da fé eliminou o Verdão de forma curiosa nas semifinais: pela quantidade de cartões amarelos, critério de desempate, após empate por 2 a 2. Na fase preliminar da competição, o Palmeiras havia vencido o tricolor, por 4 a 2, em clássico que ficou marcado por um golaço feito pelo meia Alex, que chapelou toda a defesa são-paulina antes de mandar a bola para as redes.
- Derrotados no Torneio Rio-São Paulo de 2002, São Paulo e Palmeiras se encontraram novamente nas semifinais do Supercampeonato Paulista de Futebol de 2002. No jogo de ida, realizado no Anacleto Campanella, em São Caetano do Sul no dia 19 de maio, o Mais Querido venceu por 2 a 0. No jogo de volta no Canindé, em 22 de maio, um empate em 2 a 2 garantiu o tricolor na final, onde seria campeão sobre o Ituano, o campeão paulista.
- Em 2005 ocorre o terceiro confronto entre os clubes válido pela Libertadores. Nas oitavas de final, O Time da Fé ganhou do alviverde por 1 a 0 no Palestra Itália e por 2 a 0 no Morumbi, eliminando-o em sua caminhada ao tri.
- Em 2006 ocorre o mais dramático de todos os quatro encontros válidos pela Libertadores até este momento. No Parque Antarctica, empate por 1 a 1. No decisivo jogo das oitavas, no Morumbi, O Tricolor abre 1 a 0. O Verdão empata  e em um contra-ataque tem a chance de virar a partida, o que forçaria o time do Morumbi a ter que fazer mais dois gols já no final do segundo tempo, o que era praticamente impossível. Leandro do São Paulo faz falta, mata o contra-ataque e é expulso. No fim do jogo, o tricolor marca o segundo gol e elimina o rival novamente da competição.
- O Palmeiras sai de um jejum de 7 anos sem conquistas e 12 sem levantar estaduais, ganhando o Paulistão de 2008 sobre a Ponte Preta. Mas o jogo decisivo, que os palestrinos não esquecem foi a vitória por 2 a 0 no Palestra, sobre o São Paulo, após uma derrota por 2 a 1 no Morumbi, com um gol de mão de claro e intencional do craque Adriano, o Imperador; validado pela arbitragem do polêmico árbitro Paulo Cesar de Oliveira e da bandeirinha Maria Eliza Correia Barbosa. No fim festa de Valdívia e muita provocação. O fato negativo foi o ataque ao vestiário são paulino com um gás misterioso, fato que rendeu inquérito policial. No mesmo campeonato, na primeira fase da competição, o Palmeiras goleou o São Paulo, em Ribeirão Preto, por 4 a 1.
- A rivalidade entre os gigantes foi muito acentuada em 2008, e chegou ao auge na partida decisiva no segundo turno do Brasileirão 2008, onde ambos, Palmeiras em terceiro e São Paulo em quarto, disputavam a taça e se enfrentariam no Palestra Itália. O Tricolor abre 2 a 0 no primeiro tempo com Rogério Ceni e Dagoberto. O Verdão então, sem outra opção e empurrado pela maioria verde, foi para cima. Denílson, ex-são-paulino que foi preterido pela diretoria do Morumbi, fez grande partida, Kléber fez o primeiro do Alviverde, e na sequência, o lateral-esquerdo Leandro fez o seu, numa cobrança de falta que desviou em Dagoberto, decretando o 2 a 2. O Tricolor acabou campeão, mas a reação palestrina foi inegavelmente heroica.
- Na partida válida pelo 2º turno do Campeonato Brasileiro de 2011, o Palmeiras venceu o clássico por 1 a 0, com gol do volante Marcos Assunção, com esse triunfo, o alviverde conseguiu três feitos: afastou o rival tricolor da Copa Libertadores da América de 2012, classificou-se de forma definitiva para a Copa Sul-Americana de 2012 e quebrou um pequeno tabú: desde 2006 não vencia o rival pelo Campeonato Brasileiro.
- O Palmeiras estava na zona de rebaixamento do Brasileirão 2012 desde o 1º turno. Teve, então, uma reação, vencendo três jogos consecutivos e ameaçando sair enfim da zona da degola. Enfrentaria então o São Paulo no Morumbi, no dia 6 de outubro, pela 28ª rodada, em um jogo que podia firmar definitivamente o Verdão em um ciclo de vitórias. Mas o Tricolor de Rogério Ceni, Lucas e Luís Fabiano goleou o Palmeiras de Marcos Assunção e Hernán Barcos por 3 a 0, dando fim à reação palestrina. Na sequência, o Verdão perdeu os três jogos seguintes, foi eliminado da Copa Sul-americana e acabou rebaixado para a segunda divisão do Brasileirão.
- A primeira vitória do Palmeiras em clássicos no Allianz Parque aconteceu num Choque-Rei disputado no dia 25 de março de 2015, quando a equipe alviverde derrotou o São Paulo por 3 a 0, pela primeira fase do Campeonato Paulista de 2015. Além do primeiro êxito em jogos contra equipes grandes paulistas no novo estádio, a partida ficou historicamente marcada por um golaço do meio-campista Robinho, no qual o jogador alviverde chutou a bola do meio do campo e encobriu o goleiro rival Rogério Ceni. Os outros dois gols do jogo foram marcados pelo meia-atacante Rafael Marques.[15]
- O ano de 2015 ainda reservaria ao São Paulo uma histórica goleada imposta pelo Palmeiras. No dia 28 de junho, em partida disputada mais uma vez no Allianz Parque, o alviverde venceu a equipe tricolor por 4 a 0, pela nona rodada do Campeonato Brasileiro. Os gols da equipe mandante foram marcados por Leandro Pereira, Victor Ramos, Rafael Marques e Cristaldo.[16]
- Em 6 de outubro de 2018, em partida válida pelo segundo turno do Campeonato Brasileiro de 2018, o Palmeiras derrotou o São Paulo no Estádio do Morumbi por 2 a 0, com gols do zagueiro Gustavo Gómez e do atacante Deyverson, ambos na primeira etapa do jogo. Na ocasião, o resultado não apenas serviu para ampliar a liderança do alviverde na competição como também encerrou um tabu histórico de 16 anos sem vitórias do Palmeiras no estádio do adversário[17].
- Em abril de 2019, as duas equipes voltaram a se enfrentar na fase eliminatória de uma competição: a semifinal do Campeonato Paulista de 2019. No primeiro jogo, disputado no Estádio do Morumbi no dia 30 de março, houve empate por 0 a 0. No segundo jogo, disputado no dia 7 de abril, o placar se repetiu, levando a partida para a disputa de pênaltis, na qual o São Paulo eliminou o Palmeiras por 5 a 4, chegando à final do campeonato, contra o Corinthians[18].
- No dia 10 de outubro de 2020, o São Paulo quebrou o tabu de nunca ter vencido o Palmeiras no Allianz Parque. Com gols de Reinaldo e Vitor Bueno, o time do Morumbi derrotou o alviverde por 2 a 0 no primeiro turno do Campeonato Brasileiro de 2020. Até o êxito são-paulino, haviam sido oito vitórias e um empate do Palmeiras no local. Além de quebrar o tabu de quase seis anos sem vitória na casa alviverde, o São Paulo também quebrou um jejum que durava desde maio de 2017 sem vitória em campo algum sobre o Palmeiras[19].
- No dia 16 de abril de 2021, o São Paulo venceu o Palmeiras por 1 a 0 em pleno Allianz Parque e quebrou um tabu de 12 anos sem derrotar o rival alviverde pelo Campeonato Paulista. Ambas as equipe vinham de uma maratona de jogos provocada pelas interrupções nos calendários esportivos no período de piora da pandemia da covid-19 no Brasil. O Palmeiras, que também vinha de finais da Supercopa do Brasil e da Recopa Sul-Americana, optou por escalar uma equipe mista, enquanto o rival veio com força total e levou a melhor. O gol da vitória foi marcado pelo atacante Pablo, que se aproveitou de falha do goleiro reserva Vinicius Silvestre e do meia Gustavo Scarpa[20].
- No dia 23 de maio de 2021, os rivais se enfrentaram pela segunda e decisiva partida da final do Campeonato Paulista no Estádio do Morumbi. Após o empate por 0 a 0, na primeira partida das finais, no Allianz Parque, o São Paulo venceu o Palmeiras por 2 a 0 com gols de Luan e Luciano no jogo de volta. Com a vitória, a equipe tricolor sagrou-se campeã paulista, pondo fim a um jejum de mais de 8 anos sem títulos no geral e de 16 anos sem ganhar o título estadual[21].
- Ainda em 2021, mais um duelo histórico estava reservado para mais um Choque-Rei. Desta vez, ele aconteceu na Copa Libertadores da América de 2021, interrompendo um hiato de 15 anos sem confrontos das equipes pela competição. Após se enfrentarem em anos anteriores pela fase de grupos e nas oitavas de final, sempre com vantagem tricolor nos duelos decisivos, Palmeiras e São Paulo se enfrentaram pela primeira vez nas quartas de final da disputa. No duelo de mata-mata, a primeira partida, no dia 10 de agosto, terminou empatada por 1 a 1 no Estádio do Morumbi, com gols de Luan, para a equipe tricolor, e Patrick de Paula para a equipe alviverde[22]. No segundo jogo, disputado no Allianz Parque no dia 17 de agosto, o Palmeiras, que tinha a vantagem de poder empatar a partida por 0 a 0 por ter feito gol fora de casa no primeiro duelo, dominou o adversário e aplicou uma vitória por 3 a 0, com gols de Raphael Veiga, Dudu e Patrick de Paula. O resultado, além de classificar o então campeão Palmeiras novamente para uma semifinal de Libertadores, representou duas quebras de tabu importantes do alviverde sobre o time tricolor. Foi a primeira vitória da equipe contra o adversário em toda a história na competição e a primeira vez que o Palmeiras eliminou o São Paulo neste torneio[23].

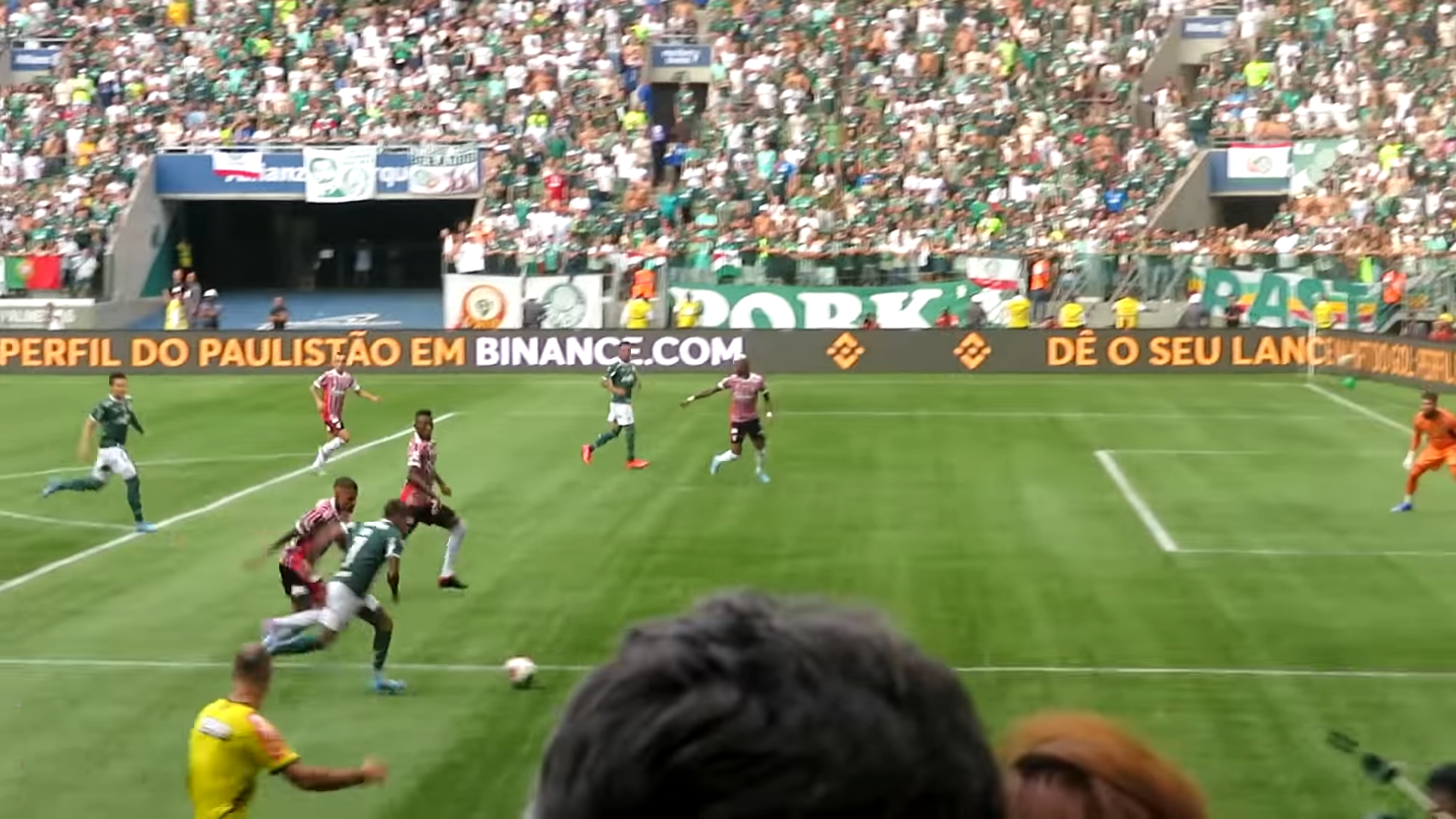
Palmeiras e São Paulo jogando pela final do Campeonato Paulista de 2022 no Allianz Parque

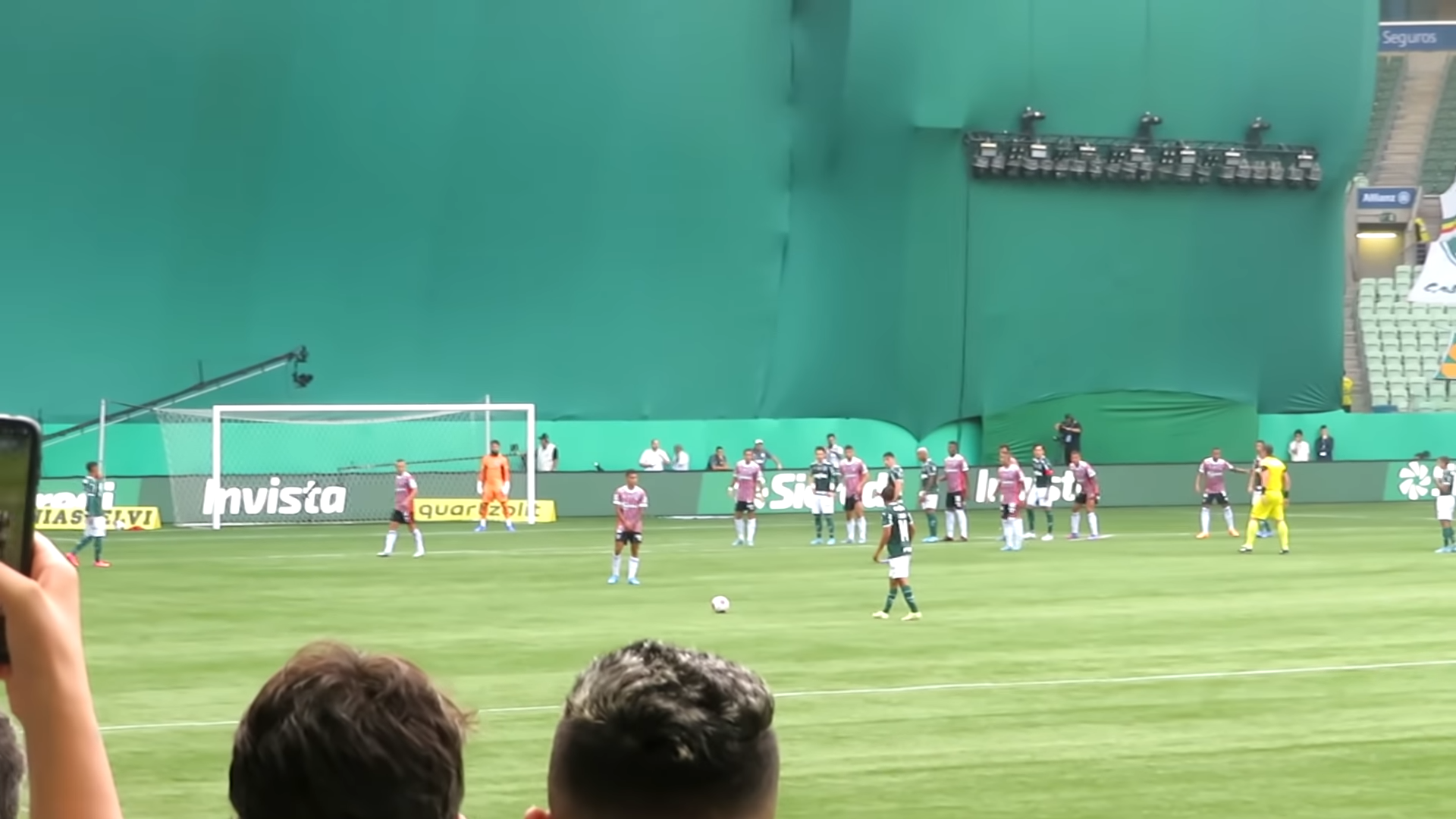
Jogadores de Palmeiras e São Paulo disputam a final do Paulistão 2022, com palco ao fundo

- Em março de 2022, menos de um ano após decidirem o título estadual, as equipes voltaram a realizar a final do Campeonato Paulista. A decisão da edição de 2022 já começou com polêmica porque o Palmeiras, com melhor campanha da competição e invicto, teria o direito de fazer o segundo jogo da final em casa, mas o Allianz Parque, com show marcado para a terça-feira, 5 de abril, da banda norte-americana Maroon 5, não teria condições de receber a partida por causa da logística para a montagem de palco. A ideia do segundo jogo no sábado foi rechaçada pela diretoria tricolor, que exigiu que a partida fosse no domingo.[24] Ao Palmeiras, depois de uma negociação com a administradora WTorre, restou realizar a partida com público reduzido no Allianz Parque, sem a parte do chamado Gol Norte, onde costumam ficar as torcidas organizadas.[25] Antes do segundo jogo, contudo, havia o primeiro, disputado numa quarta-feira à noite na casa são-paulina. Diante de um Estádio do Morumbi ocupado por 60 mil tricolores, o São Paulo jogou bem melhor e derrotou o Palmeiras por 3 a1, com dois gols do argentino Calleri, o primeiro em cobrança de pênalti, e um de Pablo Maia, com Raphael Veiga marcando para o Palmeiras quando o jogo já estava 3 a 0. O resultado de 3 a 1 colocou fim à invecibilidade do time  alviverde, que reclamou demais do lance de pênalti que originou o primeiro gol da partida, não marcado inicialmente pelo juiz e corfirmado com auxílio do VAR.[26] Para conseguir evitar o bicampeonato tricolor, o Palmeiras teria no jogo de volta que vencer por dois gols de diferença para levar a disputa para os pênaltis ou ganhar por mais de três gols para levar o título de forma direta. O que se viu no dia 3 de abril de 2022 foi o domínio total alviverde na grande final, numa partida histórica dentro do Choque-Rei. Com exibição de gala do atacante Dudu, os comandados pelo técnico português Abel Ferreira golearam o São Paulo por 4 a 0, levando os 31 mil palmeirenses presentes ao êxtase no ruidoso Allianz Parque. Com gols de Danilo e Zé Rafael na primeira etapa e mais dois gols de Raphael Veiga no segundo tempo, o Palmeiras aplicou no São Paulo a maior goleada num jogo decisivo de um Choque-Rei e conquistou seu vigésimo quarto título paulista, em mais um capítulo marcante do clássico.[27]
- O ano de 2022 reservaria mais um encontro decisivo entre Palmeiras e São Paulo, desta vez pelas oitavas de final da Copa do Brasil de 2022. No jogo de ida, disputado no Estádio do Morumbi no dia 23 de junho, a equipe tricolor derrotou a alviverde por 1 a 0, com gol de Patrick, levando a vantagem para o jogo de volta na casa do adversário. Em 14 de julho, na partida realizada no Allianz Parque, o Palmeiras desconstruiu a vantagem são-paulina logo nos minutos iniciais do primeiro tempo, com gols do lateral Joaquín Piquerez e do meia Raphael Veiga. No segundo tempo, o Palmeiras teve a oportunidade de liquidar o jogo , mas o mesmo Raphael Veiga desperdiçou uma cobrança de pênalti confirmada via VAR, chutando a bola para fora. No lance seguinte, também após checagem via VAR, o juiz Leandro Vuaden, marcou outro pênalti, desta vez para o São Paulo, que não desperdiçou, com gol marcado pelo atacante Luciano. Com o placar agregado empatado por 2 a 2, a classificação foi decidida nos pênaltis. Foi aí que a estrela de Jandrei brilhou, com o goleiro defendendo as cobranças de Raphael Veiga e do atacante Wesley. Com o placar de 4 a 3 nas penalidades, o São Paulo eliminou o Palmeiras e seguiu para as quartas de final da Copa do Brasil.[28] A decisão da Copa do Brasil gerou uma polêmica com a interferência do VAR, especialmente no lance de pênalti marcado para a equipe  tricolor, já que a revisão do lance não verificou um possível impedimento do ataque são-paulino, conforme as gravações disponibilizadas pela CBF, que afastou a equipe do VAR de jogos seguintes em competições da entidade.[29]

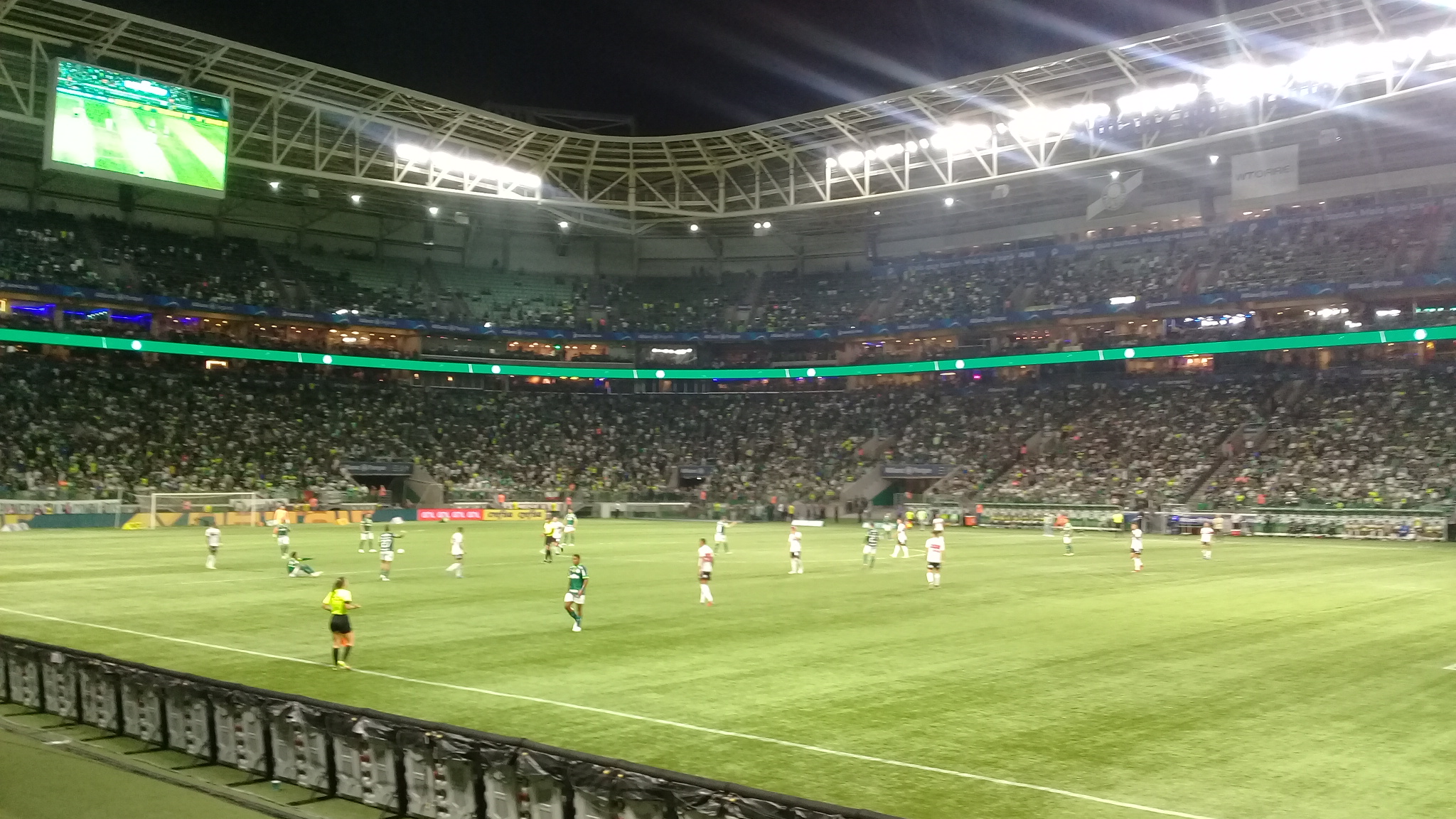
Choque-Rei no Allianz Parque que contou com goleada por 5 a 0 do Palmeiras em 2023

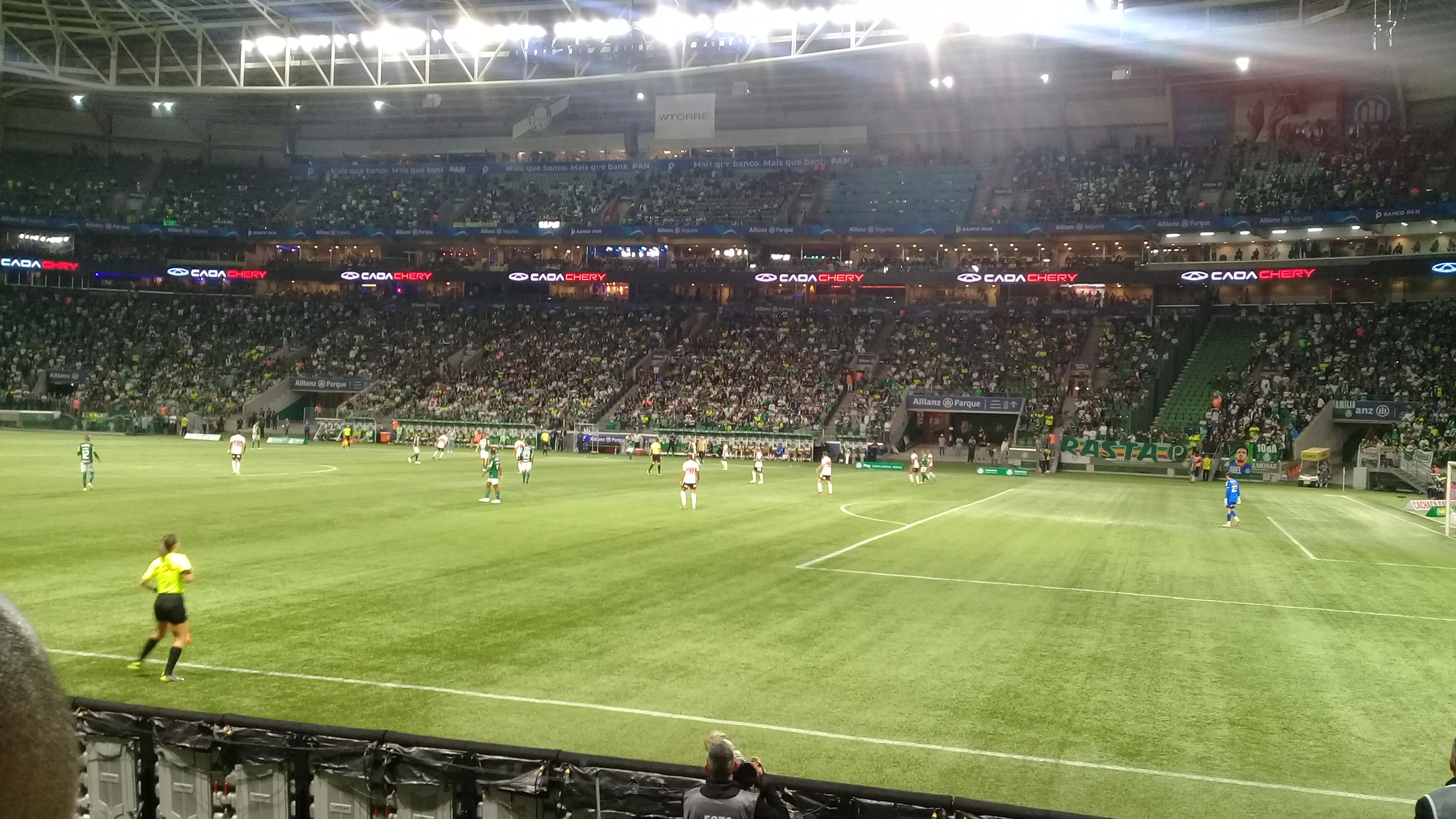
Clássico disputado no Allianz Parque que contou com goleada por 5 a 0 do Palmeiras pelo Campeonato Brasileiro de 2023

- Quase um ano depois do êxito tricolor sobre o alviverde na Copa do Brasil de 2022, as duas equipes voltaram a se encontrar na competição de 2023, desta vez nas quartas de final. Depois de vencer o primeiro jogo por 1 a 0 no Morumbi, com gol de Rafinha, o São Paulo derrotou o Palmeiras, de virada, por 2 a 1, com gols de Caio Paulista e Deivid em pleno Allianz Parque. Foi o segundo ano consecutivo no qual a equipe tricolor eliminou o rival na arena alviverde, ampliando a extensa lista de eliminações do Palmeiras em mata-matas contra o time do Morumbi.[30]
- A vingança alviverde pelas eliminações recentes na Copa do Brasil não demoraria muito e viria de maneira dolorosa para a torcida tricolor já no segundo turno do Campeonato Brasileiro de 2023. No dia 25 de outubro de 2023, o Palmeiras goleou o São Paulo por 5 a 0 no Allianz Parque, com dois gols de Breno Lopes, dois gols de Piquerez e um gol de Marcos Rocha. O resultado elástico igualou a maior goleada alviverde sobre o tricolor na história do clássico, representou a maior goleada em clássicos disputados no Allianz Parque[31] e também se tornou a goleada mais expressiva do Choque-Rei em partidas de Campeonato Brasileiro.[32]
- Em mais um confronto decisivo, Palmeiras e São Paulo disputaram no dia 4 de fevereiro de 2024 a Supercopa do Brasil, depois do alviverde ser campeão do Campeonato Brasileiro de 2023 e o tricolor levantar a taça da Copa do Brasil de 2023. O jogo realizado no Estádio do Mineirão foi muito truncado e acabou terminando 0 a 0 no tempo normal, o que levou a disputa para os pênaltis. A equipe tricolor venceu as cobranças por 4 a 2, depois de o zagueiro Murilo e o lateral Piquerez errarem suas penalidades, dando assim o título inédito ao São Paulo e aumentando o número de vitórias em mata-matas do São Paulo contra o Palmeiras.[33]
- No dia 10 de março de 2025, os rivais se encontraram no Allianz Parque em partida única pela semifinal do Campeonato Paulista de 2025. No clássico, o Palmeiras eliminou o São Paulo por 1 a 0 com gol de Raphael Veiga, após a marcação de pênalti polêmico, mas validado pelo VAR,[34] marcado no atacante Vitor Roque. Posteriormente a federação Paulista reconheceu o erro na marcação do pênalti em um ofício enviado ao São Paulo.[35]  Com o resultado, o alviverde se classificou para sua sexta final seguida de Campeonato Paulista.[36]

## Informações históricas

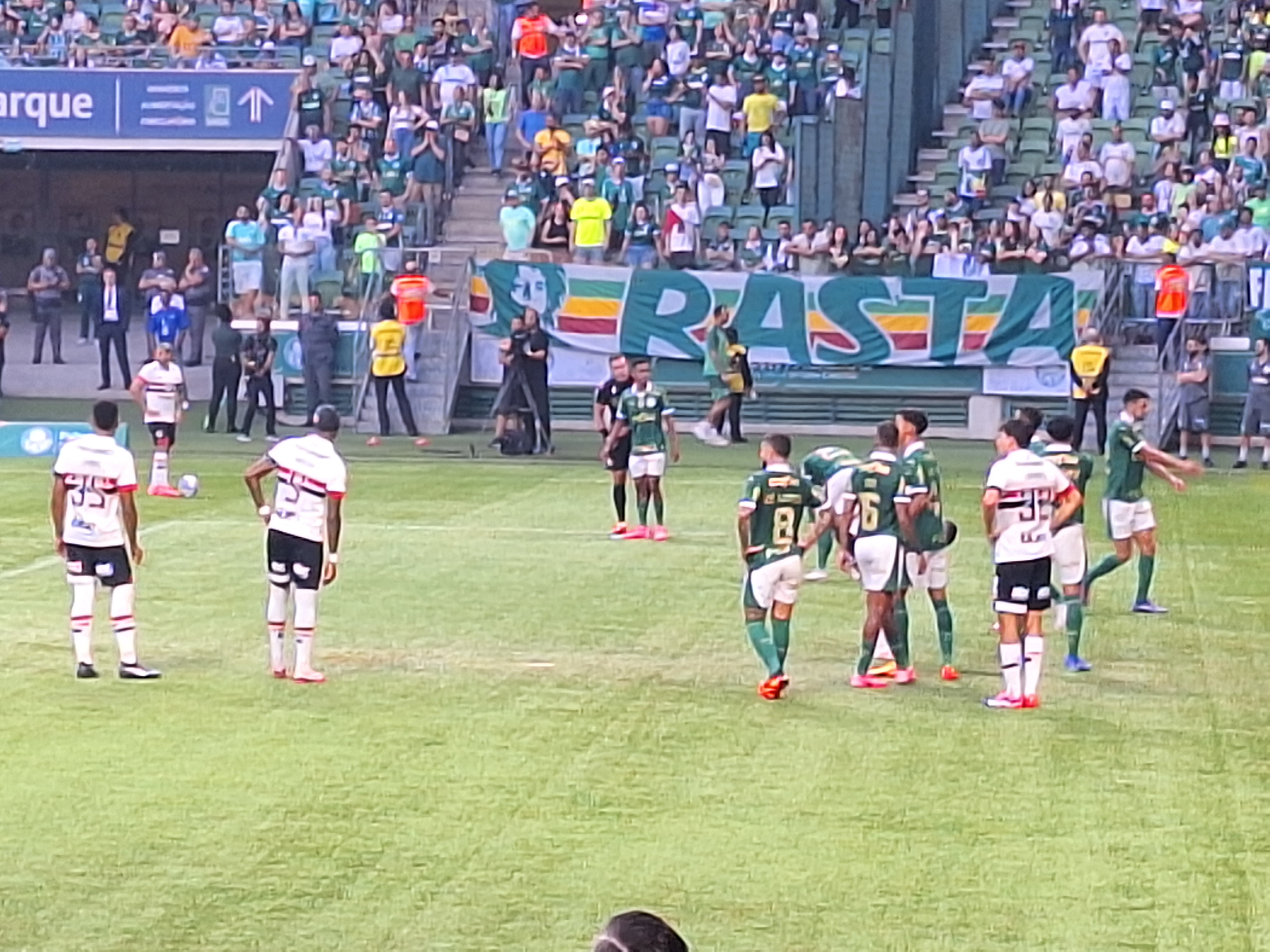
Choque Rei disputado no Allianz Parque pelo Campeonato Brasileiro de 2024

- O Palmeiras foi campeão em 12 competições oficiais que contaram com o São Paulo como vice-campeão: no Campeonato Brasileiro de 1973,no Torneio Rio-São Paulo de 1933, e nos Campeonatos Paulistas de 1932,1933,1934,1944,1950,1963,1972,1994,1996 e 2022
- O São Paulo foi campeão em 8 competições oficiais que contaram com o Palmeiras como vice-campeão: os Campeonatos Paulistas de 1931,1949,1953,1970,1971,1992 e 2021,e na Supercopa do Brasil 2024
- O Palmeiras já ganhou cinco decisões de campeonatos diretas contra o São Paulo: Os Campeonatos Paulistas de 1933[9], 1950, 1972, em sistema de pontos corridos, o Campeonato Paulista de 2022 por meio de uma final com dois jogos e o Brasileirão de 1973, definido num quadrangular final.
- O São Paulo já derrotou o Verdão em quatro decisões diretas: os Campeonatos Paulistas de 1971 (em torneio de pontos corridos) e 1992 e 2021, por meio de uma final, disputada em dois jogos, além de ter vencido a Supercopa do Brasil em 2024
- Em 1940[10], 1942, 1943 e 1946[37], todos pelo Campeonato Paulista, embora os confrontos entre elas tenham sido decisivos, apenas uma das equipes poderia ficar com a taça ao final do jogo. O Palmeiras foi campeão em 1940 e 1942, enquanto o São Paulo ficou com a taça em 1943 e 1946.[38] Em 1944 as duas equipes lutaram pelo título até às últimas rodadas junto com o Corinthians, mas o jogo decisivo que deu o título ao Palmeiras foi contra o Santos.
- O Palmeiras já eliminou o São Paulo de um torneio em confrontos por mata-mata por 6 vezes: Na semifinal do Torneio Laudo Natel de 1972, nos Paulistões de 2008, 2022 e 2025, no Brasileirão de 2000, que foi chamado na ocasião de Copa João Havelange, e nas quartas de final da Copa Libertadores da América de 2021.
- O São Paulo já eliminou o Verdão de um torneio, em confrontos por mata-mata, por 17 vezes: nos Campeonatos Paulistas de 1977, 1978, 1987, 1992, 1998, 2019 e 2021, no Torneio Rio-São Paulo de 1998 e 2002, no Supercampeonato Paulista de 2002, na Copa do Brasil de 2000, 2022 e 2023, na Supercopa do Brasil de 2024 e nas Libertadores de 1994, 2005 e 2006.
- O maior tabu entre ambos durou 47 anos e terminou em 2021. O São Paulo nunca havia perdido para o Palmeiras em Libertadores da América, mas essa marca foi quebrada pelo alviverde com uma vitória por 3 a 0 em 17 de agosto de 2021. O resultado se tornou o maior do clássico na Libertadores, além de ser na fase mais longínqua. Também foi a primeira vez que o Palmeiras eliminou o rival na competição[39].
- Um tabu envolvendo uma sequência de jogos mais regular foi imposto pelo Palmeiras ao São Paulo no Campeonato Brasileiro, entre 1973 e 2000. Foram 26 anos sem vitórias do tricolor sobre o alviverde, sendo que, entre 1979 e 1984, o clássico não foi disputado nesta competição.
- Outro longo tabu, quebrado em abril de 2021, foi visto no Campeonato Paulista, onde o São Paulo ficou 12 anos sem vencer o Palmeiras na competição[40]

## Estatísticas detalhadas do clássico

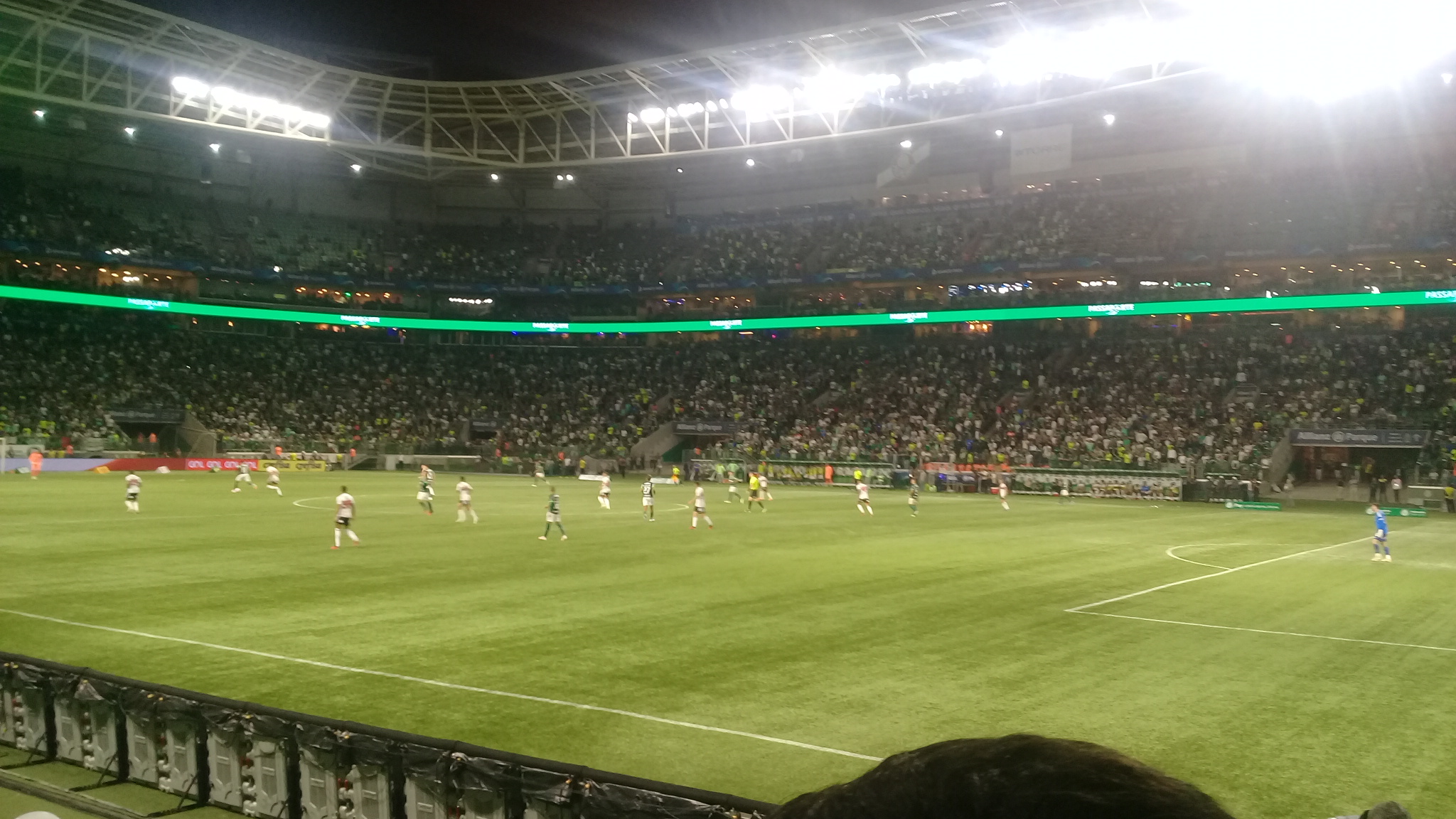
Choque Rei disputado no Allianz Parque pelo Campeonato Brasileiro de 2023

A contagem do Choque-Rei é equilibrada ao longo da história, mas diferente para palmeirenses e são-paulinos. Este artigo usa como fontes principais o Almanaque do Palmeiras, do historiador Celso Unzelte, e o Almanaque do São Paulo, de Alexandre Costa, ambos publicados pela Editora Abril, respectivamente, nos anos de 2004 e 2005. Como todo o artigo, a contagem traz somada a fase do São Paulo da Floresta e a do São Paulo Futebol Clube após a reestruturação de 1935. 
A contagem são-paulina é a mesma usada pelo Almanaque do São Paulo e traz um total de 351 jogos, com 119 vitórias para o Palmeiras, 116 para o São Paulo e 116 empates. Pelo retrospecto calculado pelo Palmeiras, são 361 jogos, com 121 vitórias alviverdes e 120 tricolores, com 120 empates.
A diferença entre as duas contagens é explicada porque o São Paulo não contabiliza partidas válidas pelo Torneio Início do Campeonato Paulista.
Partidas Totais: 351 (de 30 de março de 1930 até 11 de maio de 2025)
| Estatísticas          |     |
| Vitórias do Palmeiras | 119 |
| Vitórias do São Paulo | 116 |
| Empates               | 116 |
| Número de Gols        | 901 |
| Gols do Palmeiras     | 457 |
| Gols do São Paulo     | 444 |

Detalhes por competição
- Até o dia 10 de março de 2025, os clubes paulistanos haviam se enfrentado 186 vezes pelo Campeonato Paulista, com 70 vitórias do São Paulo, 56 vitórias do Palmeiras, 60 empates, e um total de 487 gols feitos, sendo 256 da equipe tricolor e 231 do time alviverde.[1][2]
- Até o dia 11 de maio de 2025, haviam se enfrentado 79 vezes pelo Campeonato Brasileiro, se levada em conta a fase unificada, que foi iniciada em 1959 (o primeiro clássico entre ambas foi disputado em 1967 no Torneio Roberto Gomes Pedrosa). Foram 29 vitórias do Palmeiras, 17 vitórias do São Paulo, 33 empates, e um total de 182 gols feitos, sendo 102 da equipe alviverde e 80 do time tricolor.[1][2]
- Até o dia 11 de maio de 2025, pela época moderna do Campeonato Brasileiro, iniciada em 1971, as equipes se enfrentaram 75 vezes, com 28 vitórias do Palmeiras, 16 vitórias do São Paulo, 31 empates, e um total de 173 gols feitos, sendo 97 da equipe alviverde e 76 do time tricolor.[1][2]
- Até o dia 13 de julho de 2023, haviam se enfrentado 6 vezes pela Copa do Brasil, com 5 vitórias do São Paulo e 1 vitória do Palmeiras, e um total de 16 gols feitos, sendo 10 gols feitos pela equipe Tricolor e 6 gols do alviverde.[1][2]
- Até o dia 17 de agosto de 2021, haviam se enfrentado 10 vezes pela Copa Libertadores da América, com 6 vitórias do São Paulo 3 empates e 1 vitória do Palmeiras, e um total de 21 gols feitos, sendo 8 da equipe alviverde e 13 do time tricolor.[1][2]

### Último jogo
- Palmeiras 1–0 São Paulo - Arena Barueri, Campeonato Brasileiro de 2025, em 11 de maio de 2025.[43]

### Primeiro jogo
- São Paulo 2–2 Palestra Itália - Estádio da Floresta, Campeonato Paulista de 1930, em 30 de março de 1930.

## Decisões de títulos

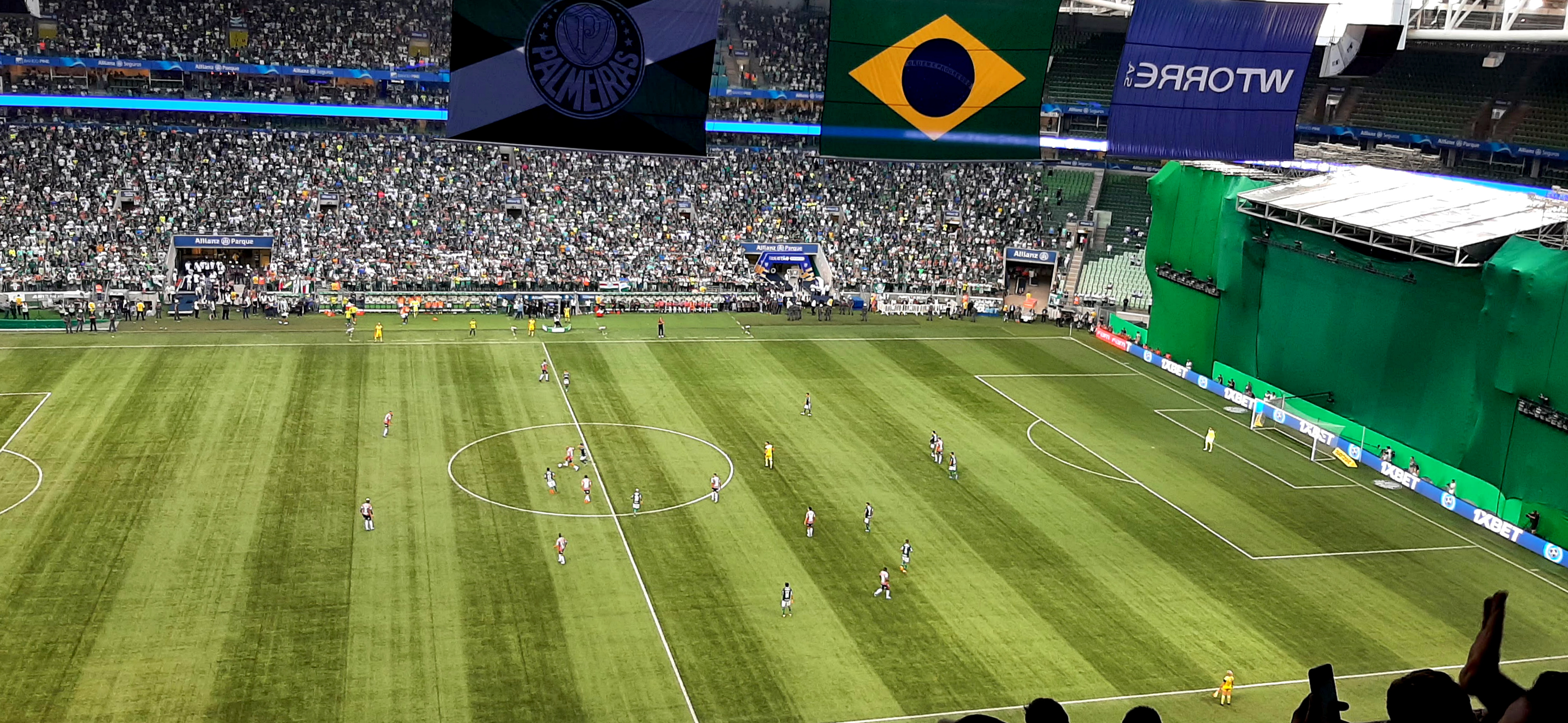
Choque-Rei em decisão do Campeonato Paulista de 2022.

É considerada como decisão apenas a partida em que ambos os times entram em campo disputando o título, saindo um campeão sobre o outro. Palmeiras e São Paulo fizeram apenas quatro finais legítimas, em toda a história, pelo Campeonato Paulista: 1992, 2021, 2022 e pela Supercopa Rei de 2024, a equipe tricolor sagrou-se campeã e 1992, 2021 e na Supercopa de 2024, e o time do Palmeiras foi o campeão em 2022. Mas os clubes decidiram diversos campeonatos por pontos corridos ou fizeram, mesmo via quadrangular, a partida que definiu competições, como é o caso do Campeonato Brasileiro de 1973.
Campeonato Paulista
- 1933: Palestra Itália 1–0 São Paulo - Palestra Itália campeão[9]
- 1950: São Paulo 1–1 Palmeiras - Palmeiras campeão
- 1971: São Paulo 1–0 Palmeiras - São Paulo campeão
- 1972: Palmeiras 0–0 São Paulo - Palmeiras campeão invicto e São Paulo vice invicto
- 1992: São Paulo 4–2 Palmeiras. 2º Jogo: São Paulo 2–1 Palmeiras - São Paulo campeão.
- 2021: São Paulo 0–0 Palmeiras. 2º Jogo: São Paulo 2–0 Palmeiras - São Paulo campeão.
- 2022: São Paulo 3–1 Palmeiras. 2º Jogo: Palmeiras 4–0 São Paulo - Palmeiras campeão

Campeonato Brasileiro
- 1973: Palmeiras 0–0 São Paulo - Palmeiras campeão*

(*) O Campeonato Brasileiro de 1973 foi decidido em um quadrangular entre Palmeiras, São Paulo, Cruzeiro e Internacional, coincidindo o último jogo do quadrangular ser Palmeiras e São Paulo, campeão e vice por pontos.
Supercopa do Brasil
- 2024: Palmeiras 0 (2)x(4) 0 São Paulo  - São Paulo campeão

## Confrontos eliminatórios
São considerados apenas jogos em que houvesse eliminação. Atualmente o confronto está em 17–6 para o São Paulo.

### Veja a relação de derrotas do Palmeiras para o São Paulo em mata-matas:
1977 Semifinal do Paulistão
15/05 – Palmeiras 1–3 São Paulo (Morumbi)
1978 Semifinal do Paulistão
17/06 – Palmeiras 0–1 São Paulo (Morumbi)
1987 Semifinal do Paulistão
15/08 – São Paulo 0–0 Palmeiras (Morumbi)
23/08 – Palmeiras 1–3 São Paulo (Morumbi)
1992 Final do Paulistão
05/12 – Palmeiras 2–4 São Paulo (Morumbi)
20/12 – São Paulo 2–1 Palmeiras (Morumbi)
1994 Oitavas de final da Libertadores
27/04 – Palmeiras 0–0 São Paulo (Pacaembu)
24/07 – São Paulo 2–1 Palmeiras (Morumbi)
1998 Semifinal do Rio-São Paulo
17/02 – São Paulo 1–2 Palmeiras (Pacaembu)
25/02 – Palmeiras 0 (2) x 1 (3) São Paulo (Brinco de Ouro)
1998 Semifinal do Paulistão
19/04 – Palmeiras 1–2 São Paulo (Morumbi)
26/04 – São Paulo 3–1 Palmeiras (Morumbi)
2000 Quartas de final da Copa do Brasil
24/06 – São Paulo 2–1 Palmeiras (Morumbi)
27/06 – Palmeiras 2–3 São Paulo (Palestra Itália)
2002 Semifinal do Rio-São Paulo
21/04 – São Paulo 1–1 Palmeiras (Morumbi)
27/04 – Palmeiras 2–2 São Paulo (Morumbi)
2002 Semifinal do Supercampeonato Paulista
19/05 – Palmeiras 0–2 São Paulo (Anacleto Campanella)
22/05 – São Paulo 2–2 Palmeiras (Canindé)
2005 Oitavas de final da Libertadores
18/05 – Palmeiras 0–1 São Paulo (Palestra Itália)
25/05 – São Paulo 2–0 Palmeiras (Morumbi)
2006 Oitavas de final da Libertadores
26/04 – Palmeiras 1–1 São Paulo (Palestra Itália)
03/05 – São Paulo 2–1 Palmeiras (Morumbi)
2019 Semifinal do Paulistão
30/03 – São Paulo 0–0 Palmeiras (Morumbi)
07/04 – Palmeiras 0 (4) x 0 (5) São Paulo (Allianz Parque)
2021 Final do Paulistão
20/05 – Palmeiras 0–0 São Paulo (Allianz Parque)
23/05 – São Paulo 2–0 Palmeiras (Morumbi)
2022 Oitavas de final da Copa do Brasil
23/06 – São Paulo 1–0 Palmeiras (Morumbi)
14/07 – Palmeiras 2 (3) x 1 (4) São Paulo (Allianz Parque).
2023 Quartas de final da Copa do Brasil
05/07 – São Paulo 1–0 Palmeiras (Morumbi)
13/07 – Palmeiras 1–2 São Paulo (Allianz Parque)
2024  Supercopa do Brasil - Final
04/02 – Palmeiras 0 (2) x 0 (4) São Paulo (Mineirão)

### Veja a relação de derrotas do São Paulo para o Palmeiras em mata-matas:
1972 Semifinal do Torneio Laudo Natel
25/02 – Palmeiras 0 (7) x 0 (6) São Paulo (Pacaembu)
2000 Oitavas de final do Campeonato Brasileiro 

25/11 – Palmeiras 1–1 São Paulo (Pacaembu)
30/11 – São Paulo 1–2 Palmeiras (Morumbi)
2008 Semifinal do Paulistão
13/04 – São Paulo 2–1 Palmeiras (Morumbi)
20/04 – Palmeiras 2–0 São Paulo (Palestra Itália)
2021 Quartas de final da Libertadores
10/08 – São Paulo 1–1 Palmeiras (Morumbi)
17/08 – Palmeiras 3–0 São Paulo (Allianz Parque).
2022 Final do Paulistão
30/03 – São Paulo 3–1 Palmeiras (Morumbi)
03/04 – Palmeiras 4–0 São Paulo (Allianz Parque).
2025 Semifinal do Paulistão
10/03 - Palmeiras 1–0 São Paulo (Allianz Parque).

### Competições internacionais
Copa Libertadores da América
- 30 de março de 1974: São Paulo 2–0 Palmeiras - 1ª fase (Grupos)
- 24 de abril de 1974: Palmeiras 1–2 São Paulo - 1ª fase (Grupos)
- 27 de abril de 1994: Palmeiras 0–0 São Paulo - Oitavas (1ª partida)
- 24 de julho de 1994: São Paulo 2–1 Palmeiras - Oitavas (2ª partida) - São Paulo classificado
- 18 de maio de 2005: Palmeiras 0–1 São Paulo - Oitavas (1ª partida)
- 25 de maio de 2005: São Paulo 2–0 Palmeiras - Oitavas (2ª partida) - São Paulo classificado
- 26 de abril de 2006: Palmeiras 1–1 São Paulo - Oitavas (1ª partida)
- 3 de maio de 2006: São Paulo 2–1 Palmeiras - Oitavas (2ª partida) - São Paulo classificado
- 10 de agosto de 2021: São Paulo 1–1 Palmeiras - Quartas (1ª partida).
- 17 de agosto de 2021: Palmeiras 3–0 São Paulo - Quartas (2ª partida) - Palmeiras classificado

## Maiores goleadas
São listadas as goleadas com diferença a partir de quatro gols ou mais.
| Equipe vencedora | Placar | Ano  | Data           | Local                   | Campeonato/Torneio    |
| ---------------- | ------ | ---- | -------------- | ----------------------- | --------------------- |
| São Paulo        | 6–0    | 1939 | 26 de março    | Estádio da Rua da Mooca | Campeonato Paulista   |
| São Paulo        | 5–0    | 1956 | 10 de novembro | Estádio do Pacaembu     | Campeonato Paulista   |
| Palmeiras        | 5–0    | 1965 | 19 de maio     | Estádio do Pacaembu     | Torneio Rio-São Paulo |
| Palmeiras        | 5–0    | 2023 | 25 de outubro  | Allianz Parque          | Campeonato Brasileiro |
| São Paulo        | 6–2    | 1981 | 4 de outubro   | Estádio do Morumbi      | Campeonato Paulista   |
| São Paulo        | 5–1    | 1949 | 24 de julho    | Estádio do Pacaembu     | Campeonato Paulista   |
| São Paulo        | 5–1    | 1986 | 27 de julho    | Estádio do Pacaembu     | Campeonato Paulista   |
| São Paulo        | 5–1    | 1999 | 9 de maio      | Estádio do Morumbi      | Campeonato Paulista   |
| São Paulo        | 4–0    | 1931 | 6 de dezembro  | Estádio da Floresta     | Campeonato Paulista   |
| Palmeiras        | 4–0    | 1953 | 15 de março    | Estádio do Pacaembu     | Taça Tibiriçá         |
| São Paulo        | 4–0    | 1980 | 5 de agosto    | Estádio do Morumbi      | Amistoso              |
| Palmeiras        | 4–0    | 1992 | 8 de março     | Estádio do Morumbi      | Campeonato Brasileiro |
| Palmeiras        | 4–0    | 2015 | 28 de junho    | Allianz Parque          | Campeonato Brasileiro |
| Palmeiras        | 4–0    | 2022 | 3 de abril     | Allianz Parque          | Campeonato Paulista   |

## Maiores públicos
Aonde não constam públicos pagantes e presentes, a referência é aos pagantes, jogos disputados no Estádio do Morumbi.
1. São Paulo 1–0 Palmeiras, 119.113, 17 de junho de 1979 (112.016 pagantes)
2. São Paulo 1–0 Palmeiras, 115.435, 27 de junho de 1971 (103.887 pagantes)
3. São Paulo 2–1 Palmeiras, 114.000, 20 de dezembro de 1992 (110.887 pagantes)
4. São Paulo 0–0 Palmeiras, 112.031, 1 de dezembro de 1991 (110.915 pagantes)
5. São Paulo 0–0 Palmeiras, 97.210, 14 de março de 1993 (96.340 pagantes)
6. São Paulo 4–2 Palmeiras, 91.257, 5 de dezembro de 1992 (90.688 pagantes)
7. São Paulo 3–1 Palmeiras, 89.531, 23 de agosto de 1987
8. São Paulo 3–1 Palmeiras, 88.235, 15 de maio de 1977 (85.754 pagantes)
9. São Paulo 3–1 Palmeiras, 75.000, 25 de abril de 1998
10. São Paulo 1–1 Palmeiras, 71.872, 30 de abril de 1989
11. São Paulo 0–0 Palmeiras, 66.549, 20 de fevereiro de 1974

Por décadas
- 1971/1980: 4.
- 1981/1990: 2.
- 1991/2000: 5.

Na Era Pacaembu (1940-1970)
- Relacionados apenas jogos até 1970.

1. Palmeiras 1–3 São Paulo, 60.315, 13 de setembro de 1953
2. Palmeiras 3–1 São Paulo, 56.423, 17 de setembro de 1944
3. Palmeiras 1–1 São Paulo, 54.495, 21 de julho de 1946
4. Palmeiras 2–4 São Paulo, 54.151, 23 de outubro de 1949
5. Palmeiras 3–3 São Paulo, 51.333, 4 de junho de 1944
6. Palmeiras 1–1 São Paulo, 50.917, 28 de janeiro de 1951
7. Palmeiras 3–2 São Paulo, 50.017, 21 de janeiro de 1950

No Allianz Parque
1. Palmeiras 1–2 São Paulo, 41.451, 13 de Julho de 2023[30]
2. Palmeiras (3)2–1(4) São Paulo, 41.361, 14 de Julho de 2022[47]

No Estádio Palestra Itália
1. Palmeiras 1–0 São Paulo, 37.682, 11 de junho de 1969[48][49]

## Amistosos
- Na história do confronto houve 44 amistosos segundo dados do Palmeiras, o último foi em 23 de maio de 1984.
- Na história do confronto houve 16 amistosos segundo dados do São Paulo, o último foi em 5 de agosto de 1980.
- Essa diferença de 28 jogos foram jogos em "torneios" e "copas", considerados amistosos pelo Palmeiras.
- Amistoso comemorativo: São Paulo 3 a 2 Palmeiras, em 3 de novembro de 1968 na inauguração do Estádio Municipal Prof. Luís Augusto de Oliveira em São Carlos.

## Estádios
- O Estádio do Pacaembu ainda é o principal palco de onde foi realizado este clássico, com 127 partidas. Foi uma opção para o Palmeiras exercer seu direito de mando de campo em jogos decisivos, como na primeira partida do Choque-Rei nas oitavas de final da Libertadores de 1994 e na primeira partida das oitavas de final da Copa João Havelange, nome adotado para a edição de 2000 do Campeonato Brasileiro.[50]
- Quando o mando de campo é do Tricolor Paulista, desde os anos 1960, o jogo é no Estádio do Morumbi, onde ocorreram 117 jogos até a presente data.
- O mando de campo do Palmeiras se alternou nos últimos anos. Desde a década de 1970, com o crescimento das torcidas e a inauguração do Morumbi, com raras exceções, boa parte dos clássicos contra o São Paulo era disputada no estádio tricolor. Porém, a partir da década de 1990, a diretoria alviverde voltou a mandar seus jogos no Estádio Palestra Itália, sua casa anterior, ou, como forma de obter maiores públicos pagantes, em estádios do interior paulista. A partir de 2015, os jogos ocorrem no Allianz Parque, novo estádio palmeirense inaugurado em novembro de 2014.

## Lista de jogos
| Mandante  | Placar | Visitante | Estádio                | Data                    | Torneio                                     |
| Anos 2020 |        |           |                        |                         |                                             |
| Palmeiras | 1–0    | São Paulo | Arena Barueri          | 11 de maio de 2025      | Campeonato Brasileiro                       |
| Palmeiras | 1–0    | São Paulo | Allianz Parque         | 10 de março de 2025     | Campeonato Paulista                         |
| Palmeiras | 0–0    | São Paulo | Allianz Parque         | 16 de fevereiro de 2025 | Campeonato Paulista                         |
| Palmeiras | 2–1    | São Paulo | Allianz Parque         | 18 de agosto de 2024    | Campeonato Brasileiro                       |
| São Paulo | 0–0    | Palmeiras | MorumBis               | 29 de abril de 2024     | Campeonato Brasileiro                       |
| São Paulo | 1–1    | Palmeiras | MorumBis               | 3 de março de 2024      | Campeonato Paulista                         |
| Palmeiras | 0–0    | São Paulo | Estádio do Mineirão    | 4 de fevereiro de 2024  | Supercopa Rei                               |
| Palmeiras | 5–0    | São Paulo | Allianz Parque         | 25 de outubro de 2023   | Campeonato Brasileiro                       |
| Palmeiras | 1–2    | São Paulo | Allianz Parque         | 13 de julho de 2023     | Copa do Brasil                              |
| São Paulo | 1–0    | Palmeiras | Morumbi                | 5 de julho de 2023      | Copa do Brasil                              |
| São Paulo | 0–2    | Palmeiras | Morumbi                | 11 de junho de 2023     | Campeonato Brasileiro                       |
| Palmeiras | 0–0    | São Paulo | Allianz Parque         | 22 de janeiro de 2023   | Campeonato Paulista                         |
| Palmeiras | 0–0    | São Paulo | Allianz Parque         | 16 de outubro de 2022   | Campeonato Brasileiro                       |
| Palmeiras | 2–1    | São Paulo | Allianz Parque         | 14 de julho de 2022     | Copa do Brasil                              |
| São Paulo | 1–0    | Palmeiras | Morumbi                | 23 de junho de 2022     | Copa do Brasil                              |
| São Paulo | 1–2    | Palmeiras | Morumbi                | 20 de junho de 2022     | Campeonato Brasileiro                       |
| Palmeiras | 4–0    | São Paulo | Allianz Parque         | 3 de abril de 2022      | Campeonato Paulista                         |
| São Paulo | 3–1    | Palmeiras | Morumbi                | 30 de março de 2022     | Campeonato Paulista                         |
| São Paulo | 0–1    | Palmeiras | Morumbi                | 10 de março de 2022     | Campeonato Paulista                         |
| Palmeiras | 0–2    | São Paulo | Allianz Parque         | 17 de novembro de 2021  | Campeonato Brasileiro                       |
| Palmeiras | 3–0    | São Paulo | Allianz Parque         | 17 de agosto de 2021    | Libertadores                                |
| São Paulo | 1–1    | Palmeiras | Morumbi                | 10 de agosto de 2021    | Libertadores                                |
| São Paulo | 0–0    | Palmeiras | Morumbi                | 31 de julho de 2021     | Campeonato Brasileiro                       |
| São Paulo | 2–0    | Palmeiras | Morumbi                | 23 de maio de 2021      | Campeonato Paulista                         |
| Palmeiras | 0–0    | São Paulo | Allianz Parque         | 20 de maio de 2021      | Campeonato Paulista                         |
| Palmeiras | 0–1    | São Paulo | Allianz Parque         | 16 de abril de 2021     | Campeonato Paulista                         |
| São Paulo | 1–1    | Palmeiras | Morumbi                | 19 de fevereiro de 2021 | Campeonato Brasileiro                       |
| Palmeiras | 0–2    | São Paulo | Allianz Parque         | 10 de outubro de 2020   | Campeonato Brasileiro                       |
| Palmeiras | 0–0    | São Paulo | Arena Fonte Luminosa   | 26 de janeiro de 2020   | Campeonato Paulista                         |
| Anos 2010 |        |           |                        |                         |                                             |
| Palmeiras | 3–0    | São Paulo | Allianz Parque         | 30 de outubro de 2019   | Campeonato Brasileiro                       |
| São Paulo | 1–1    | Palmeiras | Morumbi                | 13 de julho de 2019     | Campeonato Brasileiro                       |
| Palmeiras | 0–0    | São Paulo | Allianz Parque         | 7 de abril de 2019      | Campeonato Paulista                         |
| São Paulo | 0–0    | Palmeiras | Morumbi                | 30 de março de 2019     | Campeonato Paulista                         |
| São Paulo | 0–1    | Palmeiras | Pacaembu               | 16 de março de 2019     | Campeonato Paulista                         |
| São Paulo | 0–2    | Palmeiras | Morumbi                | 6 de outubro de 2018    | Campeonato Brasileiro                       |
| Palmeiras | 3–1    | São Paulo | Allianz Parque         | 2 de junho de 2018      | Campeonato Brasileiro                       |
| Palmeiras | 2–0    | São Paulo | Allianz Parque         | 8 de março de 2018      | Campeonato Paulista                         |
| Palmeiras | 4–2    | São Paulo | Allianz Parque         | 27 de agosto de 2017    | Campeonato Brasileiro                       |
| São Paulo | 2–0    | Palmeiras | Morumbi                | 27 de maio de 2017      | Campeonato Brasileiro                       |
| Palmeiras | 3–0    | São Paulo | Allianz Parque         | 11 de março de 2017     | Campeonato Paulista                         |
| Palmeiras | 2–1    | São Paulo | Allianz Parque         | 7 de setembro de 2016   | Campeonato Brasileiro                       |
| São Paulo | 1–0    | Palmeiras | Morumbi                | 29 de maio de 2016      | Campeonato Brasileiro                       |
| São Paulo | 0–2    | Palmeiras | Pacaembu               | 13 de março de 2016     | Campeonato Paulista                         |
| São Paulo | 1–1    | Palmeiras | Morumbi                | 27 de setembro de 2015  | Campeonato Brasileiro                       |
| Palmeiras | 4–0    | São Paulo | Allianz Parque         | 28 de junho de 2015     | Campeonato Brasileiro                       |
| Palmeiras | 3–0    | São Paulo | Allianz Parque         | 25 de março de 2015     | Campeonato Paulista                         |
| São Paulo | 2–0    | Palmeiras | Morumbi                | 16 de novembro de 2014  | Campeonato Brasileiro                       |
| Palmeiras | 1–2    | São Paulo | Pacaembu               | 17 de agosto de 2014    | Campeonato Brasileiro                       |
| Palmeiras | 2–0    | São Paulo | Pacaembu               | 2 de fevereiro de 2014  | Campeonato Paulista                         |
| São Paulo | 0–0    | Palmeiras | Morumbi                | 10 de março de 2013     | Campeonato Paulista                         |
| São Paulo | 3–0    | Palmeiras | Morumbi                | 6 de outubro de 2012    | Campeonato Brasileiro                       |
| Palmeiras | 1–1    | São Paulo | Arena Barueri          | 15 de julho de 2012     | Campeonato Brasileiro                       |
| Palmeiras | 3–3    | São Paulo | Prudentão              | 26 de fevereiro de 2012 | Campeonato Paulista                         |
| Palmeiras | 1–0    | São Paulo | Pacaembu               | 27 de novembro de 2011  | Campeonato Brasileiro                       |
| São Paulo | 1–1    | Palmeiras | Morumbi                | 21 de agosto de 2011    | Campeonato Brasileiro                       |
| São Paulo | 1–1    | Palmeiras | Morumbi                | 27 de fevereiro de 2011 | Campeonato Paulista                         |
| Palmeiras | 0–2    | São Paulo | Pacaembu               | 19 de setembro de 2010  | Campeonato Brasileiro                       |
| São Paulo | 1–0    | Palmeiras | Morumbi                | 26 de maio de 2010      | Campeonato Brasileiro                       |
| Palmeiras | 2–0    | São Paulo | Parque Antarctica      | 21 de fevereiro de 2010 | Campeonato Paulista                         |
| Anos 2000 |        |           |                        |                         |                                             |
| São Paulo | 0–0    | Palmeiras | Morumbi                | 30 de agosto de 2009    | Campeonato Brasileiro                       |
| Palmeiras | 0–0    | São Paulo | Parque Antarctica      | 24 de maio de 2009      | Campeonato Brasileiro                       |
| São Paulo | 1–0    | Palmeiras | Morumbi                | 28 de março de 2009     | Campeonato Paulista                         |
| Palmeiras | 2–2    | São Paulo | Parque Antarctica      | 19 de outubro de 2008   | Campeonato Brasileiro                       |
| São Paulo | 2–1    | Palmeiras | Morumbi                | 13 de julho de 2008     | Campeonato Brasileiro                       |
| Palmeiras | 2–0    | São Paulo | Parque Antarctica      | 20 de abril de 2008     | Campeonato Paulista                         |
| São Paulo | 2–1    | Palmeiras | Morumbi                | 13 de abril de 2008     | Campeonato Paulista                         |
| Palmeiras | 4–1    | São Paulo | Estádio Santa Cruz     | 16 de março de 2008     | Campeonato Paulista                         |
| Palmeiras | 0–1    | São Paulo | Parque Antarctica      | 29 de agosto de 2007    | Campeonato Brasieiro                        |
| São Paulo | 0–0    | Palmeiras | Morumbi                | 27 de maio de 2007      | Campeonato Brasileiro                       |
| São Paulo | 3–1    | Palmeiras | Morumbi                | 1 de abril de 2007      | Campeonato Paulista                         |
| Palmeiras | 3–1    | São Paulo | Prudentão              | 24 de setembro de 2006  | Campeonato Brasileiro                       |
| São Paulo | 4–1    | Palmeiras | Morumbi                | 24 de maio de 2006      | Campeonato Brasileiro                       |
| São Paulo | 2–1    | Palmeiras | Morumbi                | 3 de maio de 2006       | Libertadores                                |
| Palmeiras | 1–1    | São Paulo | Parque Antarctica      | 26 de abril de 2006     | Libertadores                                |
| São Paulo | 4–2    | Palmeiras | Morumbi                | 5 de fevereiro de 2006  | Campeonato Paulista                         |
| Palmeiras | 2–1    | São Paulo | Pacaembu               | 12 de novembro de 2005  | Campeonato Brasileiro                       |
| São Paulo | 3–3    | Palmeiras | Morumbi                | 4 de agosto de 2005     | Campeonato Brasileiro                       |
| São Paulo | 2–0    | Palmeiras | Morumbi                | 25 de maio de 2005      | Libertadores                                |
| Palmeiras | 0–1    | São Paulo | Parque Antarctica      | 18 de maio de 2005      | Libertadores                                |
| Palmeiras | 0–3    | São Paulo | Morumbi                | 20 de fevereiro de 2005 | Campeonato Paulista                         |
| São Paulo | 2–1    | Palmeiras | Morumbi                | 2 de outubro de 2004    | Campeonato Brasileiro                       |
| Palmeiras | 2–1    | São Paulo | Pacaembu               | 27 de junho de 2004     | Campeonato Brasileiro                       |
| Palmeiras | 1–1    | São Paulo | Pacaembu               | 2 de outubro de 2002    | Campeonato Brasileiro                       |
| Palmeiras | 2–2    | São Paulo | Canindé                | 22 de maio de 2002      | Supercopa Paulista                          |
| São Paulo | 2–0    | Palmeiras | Anacleto Campanella    | 19 de maio de 2002      | Supercopa Paulista                          |
| Palmeiras | 2–2    | São Paulo | Morumbi                | 27 de abril de 2002     | Torneio Rio-São Paulo                       |
| São Paulo | 1–1    | Palmeiras | Morumbi                | 21 de abril de 2002     | Torneio Rio-São Paulo                       |
| São Paulo | 2–4    | Palmeiras | Morumbi                | 20 de março de 2002     | Torneio Rio-São Paulo                       |
| São Paulo | 0–1    | Palmeiras | Morumbi                | 6 de outubro de 2001    | Campeonato Brasileiro                       |
| Palmeiras | 0–3    | São Paulo | Teixeirão              | 11 de março de 2001     | Campeonato Paulista                         |
| São Paulo | 1–2    | Palmeiras | Morumbi                | 30 de novembro de 2000  | Campeonato Brasileiro                       |
| Palmeiras | 1–1    | São Paulo | Pacaembu               | 25 de novembro de 2000  | Campeonato Brasileiro                       |
| Palmeiras | 0–3    | São Paulo | Morumbi                | 2 de setembro de 2000   | Campeonato Brasileiro                       |
| Palmeiras | 2–3    | São Paulo | Parque Antarctica      | 27 de junho de 2000     | Copa do Brasil                              |
| São Paulo | 2–1    | Palmeiras | Morumbi                | 24 de junho de 2000     | Copa do Brasil                              |
| São Paulo | 2–1    | Palmeiras | Morumbi                | 12 de março de 2000     | Campeonato Paulista                         |
| Anos 1990 |        |           |                        |                         |                                             |
| São Paulo | 0–0    | Palmeiras | Morumbi                | 3 de outubro de 1999    | Campeonato Brasileiro                       |
| Palmeiras | 1–5    | São Paulo | Morumbi                | 9 de maio de 1999       | Campeonato Paulista                         |
| São Paulo | 4–4    | Palmeiras | Morumbi                | 18 de abril de 1999     | Campeonato Paulista                         |
| Palmeiras | 2–1    | São Paulo | Pacaembu               | 26 de julho de 1998     | Campeonato Brasileiro                       |
| São Paulo | 3–1    | Palmeiras | Morumbi                | 26 de abril de 1998     | Campeonato Paulista                         |
| Palmeiras | 1–2    | São Paulo | Morumbi                | 19 de abril de 1998     | Campeonato Paulista                         |
| Palmeiras | 0–1    | São Paulo | Estádio Brinco de Ouro | 25 de fevereiro de 1998 | Torneio Rio-São Paulo                       |
| São Paulo | 1–2    | Palmeiras | Pacaembu               | 17 de fevereiro de 1998 | Torneio Rio-São Paulo                       |
| São Paulo | 0–2    | Palmeiras | Morumbi                | 7 de setembro de 1997   | Campeonato Brasileiro                       |
| Palmeiras | 1–4    | São Paulo | Morumbi                | 25 de maio de 1997      | Campeonato Paulista                         |
| São Paulo | 4–2    | Palmeiras | Pacaembu               | 3 de maio de 1997       | Campeonato Paulista                         |
| Palmeiras | 1–0    | São Paulo | Morumbi                | 29 de março de 1997     | Campeonato Paulista                         |
| Palmeiras | 2–1    | São Paulo | Parque Antarctica      | 29 de setembro de 1996  | Campeonato Brasileiro                       |
| Palmeiras | 3–2    | São Paulo | Prudentão              | 28 de abril de 1996     | Campeonato Paulista                         |
| São Paulo | 0–2    | Palmeiras | Teixeirão              | 14 de fevereiro de 1996 | Campeonato Paulista                         |
| São Paulo | 0–2    | Palmeiras | Morenão                | 26 de novembro de 1995  | Campeonato Brasileiro                       |
| São Paulo | 0–1    | Palmeiras | Estádio Santa Cruz     | 16 de julho de 1995     | Campeonato Paulista                         |
| Palmeiras | 0–0    | São Paulo | Estádio Santa Cruz     | 2 de julho de 1995      | Campeonato Paulista                         |
| São Paulo | 1–0    | Palmeiras | Pacaembu               | 23 de abril de 1995     | Campeonato Paulista                         |
| Palmeiras | 2–1    | São Paulo | Pacaembu               | 12 de março de 1995     | Campeonato Paulista                         |
| São Paulo | 2–2    | Palmeiras | Morumbi                | 30 de outubro de 1994   | Campeonato Brasileiro                       |
| São Paulo | 2–1    | Palmeiras | Morumbi                | 24 de julho de 1994     | Libertadores                                |
| São Paulo | 2–3    | Palmeiras | Morumbi                | 1 de maio de 1994       | Campeonato Paulista                         |
| Palmeiras | 0–0    | São Paulo | Pacaembu               | 27 de abril de 1994     | Libertadores                                |
| Palmeiras | 1–2    | São Paulo | Morumbi                | 27 de fevereiro de 1994 | Campeonato Paulista                         |
| São Paulo | 0–2    | Palmeiras | Morumbi                | 4 de dezembro de 1993   | Campeonato Brasileiro                       |
| Palmeiras | 1–1    | São Paulo | Morumbi                | 21 de novembro de 1993  | Campeonato Brasileiro                       |
| Palmeiras | 2–1    | São Paulo | Ramón de Carranza      | 28 de agosto de 1993    | Troféu Ramon de Carranza                    |
| São Paulo | 2–0    | Palmeiras | Morumbi                | 18 de abril de 1993     | Campeonato Paulista                         |
| Palmeiras | 0–0    | São Paulo | Morumbi                | 14 de março de 1993     | Campeonato Paulista                         |
| São Paulo | 2–1    | Palmeiras | Morumbi                | 20 de dezembro de 1992  | Campeonato Paulista                         |
| Palmeiras | 2–4    | São Paulo | Morumbi                | 5 de dezembro de 1992   | Campeonato Paulista                         |
| Palmeiras | 3–0    | São Paulo | Morumbi                | 1 de novembro de 1992   | Campeonato Paulista                         |
| São Paulo | 1–0    | Palmeiras | Morumbi                | 9 de agosto de 1992     | Campeonato Paulista                         |
| São Paulo | 0–4    | Palmeiras | Morumbi                | 8 de março de 1992      | Campeonato Brasileiro                       |
| São Paulo | 0–0    | Palmeiras | Morumbi                | 1 de dezembro de 1991   | Campeonato Paulista                         |
| Palmeiras | 2–4    | São Paulo | Morumbi                | 10 de novembro de 1991  | Campeonato Paulista                         |
| São Paulo | 0–0    | Palmeiras | Morumbi                | 4 de abril de 1991      | Campeonato Brasileiro                       |
| São Paulo | 1–2    | Palmeiras | Morumbi                | 21 de outubro de 1990   | Campeonato Brasileiro                       |
| São Paulo | 0–2    | Palmeiras | Morumbi                | 15 de abril de 1990     | Campeonato Paulista                         |
| Anos 1980 |        |           |                        |                         |                                             |
| São Paulo | 2–2    | Palmeiras | Morumbi                | 5 de novembro de 1989   | Campeonato Brasileiro                       |
| São Paulo | 1–1    | Palmeiras | Morumbi                | 30 de abril de 1989     | Campeonato Paulista                         |
| Palmeiras | 1–1    | São Paulo | Parque Antarctica      | 13 de novembro de 1988  | Campeonato Brasileiro                       |
| São Paulo | 0–1    | Palmeiras | Morumbi                | 17 de julho de 1988     | Campeonato Paulista                         |
| Palmeiras | 1–2    | São Paulo | Pacaembu               | 3 de julho de 1988      | Campeonato Paulista                         |
| Palmeiras | 1–3    | São Paulo | Pacaembu               | 10 de abril de 1988     | Campeonato Paulista                         |
| Palmeiras | 2–1    | São Paulo | Pacaembu               | 26 de setembro de 1987  | Campeonato Brasileiro                       |
| Palmeiras | 1–3    | São Paulo | Morumbi                | 23 de agosto de 1987    | Campeonato Paulista                         |
| São Paulo | 0–0    | Palmeiras | Morumbi                | 15 de agosto de 1987    | Campeonato Paulista                         |
| São Paulo | 0–0    | Palmeiras | Morumbi                | 19 de julho de 1987     | Campeonato Paulista                         |
| Palmeiras | 1–0    | São Paulo | Pacaembu               | 2 de maio de 1987       | Campeonato Paulista                         |
| Palmeiras | 2–2    | São Paulo | Morumbi                | 14 de dezembro de 1986  | Campeonato Brasileiro                       |
| São Paulo | 0–0    | Palmeiras | Morumbi                | 2 de novembro de 1986   | Campeonato Brasileiro                       |
| São Paulo | 5–1    | Palmeiras | Pacaembu               | 27 de julho de 1986     | Campeonato Paulista                         |
| São Paulo | 1–1    | Palmeiras | Morumbi                | 6 de abril de 1986      | Campeonato Paulista                         |
| Palmeiras | 2–1    | São Paulo | Morumbi                | 10 de novembro de 1985  | Campeonato Paulista                         |
| São Paulo | 3–2    | Palmeiras | Morumbi                | 14 de julho de 1985     | Campeonato Paulista                         |
| São Paulo | 4–4    | Palmeiras | Pacaembu               | 16 de março de 1985     | Campeonato Brasileiro                       |
| Palmeiras | 2–2    | São Paulo | Morumbi                | 3 de fevereiro de 1985  | Campeonato Brasileiro                       |
| Palmeiras | 1–1    | São Paulo | Pacaembu               | 25 de novembro de 1984  | Campeonato Paulista                         |
| Palmeiras | 2–1    | São Paulo | Morumbi                | 9 de setembro de 1984   | Campeonato Paulista                         |
| Palmeiras | 2–0    | São Paulo | Estádio do Café        | 23 de maio de 1984      | Torneio do Café                             |
| Palmeiras | 1–0    | São Paulo | Pacaembu               | 28 de abril de 1984     | Torneio Heleno Nunes                        |
| São Paulo | 1–0    | Palmeiras | Morumbi                | 25 de novembro de 1983  | Campeonato Paulista                         |
| Palmeiras | 2–2    | São Paulo | Morumbi                | 20 de novembro de 1983  | Campeonato Paulista                         |
| Palmeiras | 1–2    | São Paulo | Morumbi                | 30 de outubro de 1983   | Campeonato Paulista                         |
| São Paulo | 1–1    | Palmeiras | Morumbi                | 24 de julho de 1983     | Campeonato Paulista                         |
| Palmeiras | 3–1    | São Paulo | Morumbi                | 17 de outubro de 1982   | Campeonato Paulista                         |
| Palmeiras | 2–0    | São Paulo | Morumbi                | 5 de setembro de 1982   | Campeonato Paulista                         |
| São Paulo | 6–2    | Palmeiras | Morumbi                | 4 de outubro de 1981    | Campeonato Paulista                         |
| São Paulo | 1–0    | Palmeiras | Morumbi                | 2 de agosto de 1981     | Campeonato Paulista                         |
| Palmeiras | 3–0    | São Paulo | Pacaembu               | 17 de maio de 1981      | Campeonato Paulista                         |
| Palmeiras | 0–3    | São Paulo | Morumbi                | 12 de outubro de 1980   | Campeonato Paulista                         |
| São Paulo | 4–0    | Palmeiras | Morumbi                | 5 de agosto de 1980     | Amistoso                                    |
| São Paulo | 1–0    | Palmeiras | Morumbi                | 5 de julho de 1980      | Campeonato Paulista                         |
| Anos 1970 |        |           |                        |                         |                                             |
| São Paulo | 2–0    | Palmeiras | Morumbi                | 6 de outubro de 1979    | Campeonato Paulista                         |
| São Paulo | 1–1    | Palmeiras | Morumbi                | 5 de agosto de 1979     | Campeonato Paulista                         |
| Palmeiras | 0–1    | São Paulo | Morumbi                | 17 de junho de 1979     | Campeonato Paulista                         |
| São Paulo | 1–0    | Palmeiras | Morumbi                | 9 de maio de 1979       | Campeonato Paulista                         |
| Palmeiras | 2–0    | São Paulo | Morumbi                | 1 de abril de 1979      | Campeonato Paulista                         |
| São Paulo | 0–0    | Palmeiras | Morumbi                | 10 de setembro de 1978  | Campeonato Paulista                         |
| São Paulo | 1–1    | Palmeiras | Morumbi                | 9 de julho de 1978      | Campeonato Brasileiro                       |
| Palmeiras | 0–0    | São Paulo | Morumbi                | 23 de abril de 1978     | Campeonato Brasileiro                       |
| São Paulo | 0–2    | Palmeiras | Pacaembu               | 6 de novembro de 1977   | Campeonato Brasileiro                       |
| Palmeiras | 0–0    | São Paulo | Pacaembu               | 3 de setembro de 1977   | Campeonato Paulista                         |
| São Paulo | 3–1    | Palmeiras | Morumbi                | 14 de agosto de 1977    | Campeonato Paulista                         |
| Palmeiras | 1–3    | São Paulo | Morumbi                | 15 de maio de 1977      | Campeonato Paulista                         |
| Palmeiras | 3–2    | São Paulo | Morumbi                | 13 de março de 1977     | Campeonato Paulista                         |
| São Paulo | 1–2    | Palmeiras | Morumbi                | 17 de outubro de 1976   | Campeonato Brasileiro                       |
| Palmeiras | 1–0    | São Paulo | Morumbi                | 15 de agosto de 1976    | Campeonato Paulista                         |
| Palmeiras | 1–0    | São Paulo | Pacaembu               | 4 de julho de 1976      | Campeonato Paulista                         |
| Palmeiras | 1–1    | São Paulo | Willie Davids          | 12 de maio de 1976      | Taça Cidade de Maringá                      |
| Palmeiras | 0–0    | São Paulo | Morumbi                | 8 de fevereiro de 1976  | Taça Governador do Estado de São Paulo      |
| São Paulo | 0–0    | Palmeiras | Morumbi                | 12 de outubro de 1975   | Campeonato Brasileiro                       |
| São Paulo | 0–0    | Palmeiras | Morumbi                | 3 de agosto de 1975     | Campeonato Paulista                         |
| Palmeiras | 1–1    | São Paulo | Pacaembu               | 20 de julho de 1975     | Campeonato Paulista                         |
| São Paulo | 1–0    | Palmeiras | Morumbi                | 25 de maio de 1975      | Campeonato Paulista                         |
| São Paulo | 1–2    | Palmeiras | Pacaembu               | 10 de novembro de 1974  | Campeonato Paulista                         |
| Palmeiras | 1–1    | São Paulo | Pacaembu               | 6 de outubro de 1974    | Campeonato Paulista                         |
| Palmeiras | 1–0    | São Paulo | Pacaembu               | 12 de junho de 1974     | Campeonato Brasileiro                       |
| Palmeiras | 1–2    | São Paulo | Parque Antarctica      | 24 de abril de 1974     | Libertadores                                |
| São Paulo | 2–0    | Palmeiras | Morumbi                | 30 de março de 1974     | Libertadores                                |
| Palmeiras | 0–0    | São Paulo | Morumbi                | 20 de fevereiro de 1974 | Campeonato Brasileiro                       |
| Palmeiras | 1–2    | São Paulo | Morumbi                | 25 de novembro de 1973  | Campeonato Brasileiro                       |
| São Paulo | 1–1    | Palmeiras | Morumbi                | 15 de julho de 1973     | Campeonato Paulista                         |
| São Paulo | 0–0    | Palmeiras | Parque Antarctica      | 17 de junho de 1973     | Taça São Paulo                              |
| Palmeiras | 0–0    | São Paulo | Pacaembu               | 20 de maio de 1973      | Campeonato Paulista                         |
| São Paulo | 2–0    | Palmeiras | Morumbi                | 10 de dezembro de 1972  | Campeonato Brasileiro                       |
| Palmeiras | 0–0    | São Paulo | Pacaembu               | 22 de novembro de 1972  | Campeonato Brasileiro                       |
| Palmeiras | 0–0    | São Paulo | Pacaembu               | 3 de setembro de 1972   | Campeonato Paulista                         |
| São Paulo | 0–0    | Palmeiras | Morumbi                | 21 de maio de 1972      | Campeonato Paulista                         |
| São Paulo | 0–0    | Palmeiras | Pacaembu               | 25 de fevereiro de 1972 | Torneio Laudo Natel                         |
| São Paulo | 1–1    | Palmeiras | Morumbi                | 23 de outubro de 1971   | Campeonato Brasileiro                       |
| São Paulo | 1–0    | Palmeiras | Morumbi                | 27 de junho de 1971     | Campeonato Paulista                         |
| São Paulo | 2–1    | Palmeiras | Morumbi                | 21 de março de 1971     | Campeonato Paulista                         |
| São Paulo | 0–2    | Palmeiras | Morumbi                | 20 de setembro de 1970  | Torneio Roberto Gomes Pedrosa               |
| São Paulo | 0–1    | Palmeiras | Morumbi                | 23 de agosto de 1970    | Campeonato Paulista                         |
| Palmeiras | 0–1    | São Paulo | Parque Antarctica      | 29 de julho de 1970     | Campeonato Paulista                         |
| São Paulo | 1–1    | Palmeiras | Morumbi                | 21 de abril de 1970     | Taça São Paulo                              |
| Palmeiras | 1–1    | São Paulo | Parque Antarctica      | 1 de abril de 1970      | Taça São Paulo                              |
| Anos 1960 |        |           |                        |                         |                                             |
| São Paulo | 2–1    | Palmeiras | Parque Antarctica      | 5 de novembro de 1969   | Torneio Roberto Gomes Pedrosa               |
| Palmeiras | 1–0    | São Paulo | Parque Antarctica      | 11 de junho de 1969     | Campeonato Paulista                         |
| Palmeiras | 3–0    | São Paulo | Parque Antarctica      | 27 de abril de 1969     | Campeonato Paulista                         |
| São Paulo | 3–1    | Palmeiras | Morumbi                | 23 de fevereiro de 1969 | Campeonato Paulista                         |
| Palmeiras | 2–3    | São Paulo | Luís Augusto Oliveira  | 3 de novembro de 1968   | Amistoso                                    |
| Palmeiras | 1–1    | São Paulo | Morumbi                | 12 de outubro de 1968   | Torneio Roberto Gomes Pedrosa               |
| São Paulo | 0–1    | Palmeiras | Morumbi                | 26 de maio de 1968      | Campeonato Paulista                         |
| Palmeiras | 1–2    | São Paulo | Pacaembu               | 14 de março de 1968     | Campeonato Paulista                         |
| Palmeiras | 0–0    | São Paulo | Parque Antarctica      | 3 de dezembro de 1967   | Campeonato Paulista                         |
| São Paulo | 1–1    | Palmeiras | Morumbi                | 27 de agosto de 1967    | Campeonato Paulista                         |
| Palmeiras | 1–1    | São Paulo | Pacaembu               | 6 de maio de 1967       | Torneio Roberto Gomes Pedrosa               |
| Palmeiras | 3–0    | São Paulo | Pacaembu               | 15 de dezembro de 1966  | Campeonato Paulista                         |
| São Paulo | 2–4    | Palmeiras | Morumbi                | 9 de outubro de 1966    | Campeonato Paulista                         |
| São Paulo | 4–2    | Palmeiras | Pacaembu               | 26 de março de 1966     | Torneio Rio-São Paulo                       |
| Palmeiras | 2–1    | São Paulo | Pacaembu               | 24 de outubro de 1965   | Campeonato Paulista                         |
| Palmeiras | 1–0    | São Paulo | Morumbi                | 8 de agosto de 1965     | Campeonato Paulista                         |
| Palmeiras | 5–0    | São Paulo | Pacaembu               | 19 de maio de 1965      | Torneio Rio-São Paulo                       |
| São Paulo | 0–2    | Palmeiras | Pacaembu               | 27 de fevereiro de 1965 | Torneio Rio-São Paulo                       |
| São Paulo | 5–2    | Palmeiras | Pacaembu               | 15 de novembro de 1964  | Campeonato Paulista                         |
| São Paulo | 0–0    | Palmeiras | Morumbi                | 30 de agosto de 1964    | Campeonato Paulista                         |
| Palmeiras | 3–0    | São Paulo | Pacaembu               | 23 de abril de 1964     | Torneio Rio-São Paulo                       |
| Palmeiras | 1–0    | São Paulo | Pacaembu               | 17 de dezembro de 1963  | Campeonato Paulista                         |
| São Paulo | 3–1    | Palmeiras | Pacaembu               | 25 de setembro de 1963  | Campeonato Paulista                         |
| São Paulo | 2–1    | Palmeiras | Pacaembu               | 14 de fevereiro de 1963 | Torneio Rio-São Paulo                       |
| São Paulo | 1–0    | Palmeiras | Pacaembu               | 13 de dezembro de 1962  | Campeonato Paulista                         |
| São Paulo | 3–2    | Palmeiras | Pacaembu               | 20 de setembro de 1962  | Campeonato Paulista                         |
| Palmeiras | 0–1    | São Paulo | Estádio Costa Coelho   | 13 de maio de 1962      | Amistoso                                    |
| São Paulo | 2–1    | Palmeiras | Pacaembu               | 14 de março de 1962     | Torneio Rio-São Paulo                       |
| São Paulo | 1–1    | Palmeiras | Pacaembu               | 8 de março de 1962      | Torneio Rio-São Paulo                       |
| São Paulo | 2–1    | Palmeiras | Pacaembu               | 3 de março de 1962      | Torneio Rio-São Paulo                       |
| Palmeiras | 0–0    | São Paulo | Parque Antarctica      | 22 de novembro de 1961  | Campeonato Paulista                         |
| Palmeiras | 0–0    | São Paulo | Morumbi                | 20 de agosto de 1961    | Campeonato Paulista                         |
| Palmeiras | 1–1    | São Paulo | Pacaembu               | 19 de março de 1961     | Torneio Rio-São Paulo                       |
| Palmeiras | 2–0    | São Paulo | Pacaembu               | 19 de outubro de 1960   | Campeonato Paulista                         |
| São Paulo | 2–2    | Palmeiras | Pacaembu               | 24 de julho de 1960     | Campeonato Paulista                         |
| Palmeiras | 1–0    | São Paulo | Pacaembu               | 1 de junho de 1960      | Quadrangular Roberto Ugolini                |
| Palmeiras | 4–1    | São Paulo | Pacaembu               | 6 de abril de 1960      | Torneio Rio-São Paulo                       |
| Anos 1950 |        |           |                        |                         |                                             |
| São Paulo | 2–0    | Palmeiras | Pacaembu               | 20 de dezembro de 1959  | Campeonato Paulista                         |
| Palmeiras | 2–0    | São Paulo | Pacaembu               | 9 de setembro de 1959   | Campeonato Paulista                         |
| São Paulo | 4–3    | Palmeiras | Pacaembu               | 23 de abril de 1959     | Torneio Rio-São Paulo                       |
| Palmeiras | 3–0    | São Paulo | Pacaembu               | 3 de abril de 1959      | Quadrangular Roberto Ugolini                |
| Palmeiras | 2–2    | São Paulo | Pacaembu               | 6 de dezembro de 1958   | Campeonato Paulista                         |
| São Paulo | 1–1    | Palmeiras | Pacaembu               | 17 de setembro de 1958  | Campeonato Paulista                         |
| Palmeiras | 4–3    | São Paulo | Pacaembu               | 26 de junho de 1958     | Amistoso                                    |
| São Paulo | 5–2    | Palmeiras | Pacaembu               | 12 de março de 1958     | Torneio Rio-São Paulo                       |
| Palmeiras | 0–1    | São Paulo | Pacaembu               | 22 de dezembro de 1957  | Campeonato Paulista                         |
| São Paulo | 4–2    | Palmeiras | Pacaembu               | 10 de novembro de 1957  | Campeonato Paulista                         |
| Palmeiras | 0–0    | São Paulo | Pacaembu               | 4 de agosto de 1957     | Campeonato Paulista                         |
| São Paulo | 1–1    | Palmeiras | Pacaembu               | 8 de maio de 1957       | Torneio Rio-São Paulo                       |
| Palmeiras | 3–3    | São Paulo | Pacaembu               | 5 de abril de 1957      | Amistoso                                    |
| Palmeiras | 0–1    | São Paulo | Pacaembu               | 7 de fevereiro de 1957  | Amistoso                                    |
| São Paulo | 5–3    | Palmeiras | Pacaembu               | 27 de dezembro de 1956  | Campeonato Paulista                         |
| São Paulo | 5–0    | Palmeiras | Pacaembu               | 10 de novembro de 1956  | Campeonato Paulista                         |
| São Paulo | 3–0    | Palmeiras | Pacaembu               | 30 de setembro de 1956  | Campeonato Paulista                         |
| Palmeiras | 1–2    | São Paulo | Pacaembu               | 23 de maio de 1956      | Taça Charles Miller                         |
| Palmeiras | 2–0    | São Paulo | Pacaembu               | 19 de abril de 1956     | Torneio Roberto Gomes Pedrosa               |
| Palmeiras | 2–2    | São Paulo | Pacaembu               | 8 de janeiro de 1956    | Campeonato Paulista                         |
| Palmeiras | 2–0    | São Paulo | Pacaembu               | 4 de setembro de 1955   | Campeonato Paulista                         |
| Palmeiras | 1–0    | São Paulo | Pacaembu               | 5 de maio de 1955       | Torneio Rio-São Paulo                       |
| São Paulo | 1–1    | Palmeiras | Pacaembu               | 16 de janeiro de 1955   | Campeonato Paulista                         |
| São Paulo | 2–1    | Palmeiras | Pacaembu               | 10 de outubro de 1954   | Campeonato Paulista                         |
| Palmeiras | 1–1    | São Paulo | Pacaembu               | 18 de julho de 1954     | Taça Charles Miller                         |
| Palmeiras | 1–0    | São Paulo | Pacaembu               | 16 de maio de 1954      | Torneio Rio-São Paulo                       |
| São Paulo | 2–1    | Palmeiras | Pacaembu               | 7 de fevereiro de 1954  | Campeonato Paulista                         |
| São Paulo | 3–1    | Palmeiras | Pacaembu               | 13 de setembro de 1953  | Campeonato Paulista                         |
| São Paulo | 1–1    | Palmeiras | Pacaembu               | 12 de abril de 1953     | Torneio Rio-São Paulo                       |
| Palmeiras | 4–0    | São Paulo | Pacaembu               | 15 de março de 1953     | Torneio das Missões                         |
| São Paulo | 2–2    | Palmeiras | Pacaembu               | 28 de dezembro de 1952  | Campeonato Paulista                         |
| Palmeiras | 1–2    | São Paulo | Pacaembu               | 12 de outubro de 1952   | Campeonato Paulista                         |
| Palmeiras | 1–1    | São Paulo | Pacaembu               | 15 de agosto de 1952    | Torneio Quadrangular SP-RJ                  |
| São Paulo | 0–1    | Palmeiras | Pacaembu               | 2 de julho de 1952      | Torneio Quadrangular Paulista               |
| São Paulo | 1–1    | Palmeiras | Pacaembu               | 12 de março de 1952     | Torneio Rio-São Paulo                       |
| Palmeiras | 3–0    | São Paulo | Pacaembu               | 13 de janeiro de 1952   | Campeonato Paulista                         |
| São Paulo | 1–0    | Palmeiras | Pacaembu               | 23 de setembro de 1951  | Campeonato Paulista                         |
| Palmeiras | 3–2    | São Paulo | Pacaembu               | 27 de maio de 1951      | Taça Cidade de São Paulo                    |
| Palmeiras | 2–0    | São Paulo | Pacaembu               | 18 de fevereiro de 1951 | Torneio Rio-São Paulo                       |
| Palmeiras | 1–1    | São Paulo | Pacaembu               | 28 de janeiro de 1951   | Campeonato Paulista                         |
| Palmeiras | 2–0    | São Paulo | Pacaembu               | 15 de outubro de 1950   | Campeonato Paulista                         |
| São Paulo | 2–2    | Palmeiras | Pacaembu               | 6 de agosto de 1950     | Taça Cidade de São Paulo                    |
| São Paulo | 0–0    | Palmeiras | Pacaembu               | 24 de maio de 1950      | Torneio Lineu Prestes                       |
| Palmeiras | 3–2    | São Paulo | Pacaembu               | 21 de janeiro de 1950   | Torneio Rio-São Paulo                       |
| Anos 1940 |        |           |                        |                         |                                             |
| Palmeiras | 2–4    | São Paulo | Pacaembu               | 23 de outubro de 1949   | Campeonato Paulista                         |
| São Paulo | 5–1    | Palmeiras | Pacaembu               | 24 de julho de 1949     | Campeonato Paulista                         |
| São Paulo | 2–1    | Palmeiras | Pacaembu               | 5 de fevereiro de 1949  | Torneio Relâmpago                           |
| Palmeiras | 3–3    | São Paulo | Pacaembu               | 28 de novembro de 1948  | Campeonato Paulista                         |
| São Paulo | 2–1    | Palmeiras | Pacaembu               | 15 de agosto de 1948    | Campeonato Paulista                         |
| Palmeiras | 1–1    | São Paulo | Pacaembu               | 14 de dezembro de 1947  | Campeonato Paulista                         |
| São Paulo | 3–4    | Palmeiras | Pacaembu               | 17 de agosto de 1947    | Campeonato Paulista                         |
| São Paulo | 2–1    | Palmeiras | Pacaembu               | 14 de maio de 1947      | Amistoso                                    |
| Palmeiras | 0–1    | São Paulo | Pacaembu               | 10 de novembro de 1946  | Campeonato Paulista                         |
| São Paulo | 1–1    | Palmeiras | Pacaembu               | 21 de julho de 1946     | Campeonato Paulista                         |
| Palmeiras | 2–1    | São Paulo | Pacaembu               | 17 de março de 1946     | Taça Cidade de São Paulo                    |
| Palmeiras | 1–1    | São Paulo | Pacaembu               | 23 de setembro de 1945  | Campeonato Paulista                         |
| São Paulo | 1–0    | Palmeiras | Pacaembu               | 22 de abril de 1945     | Campeonato Paulista                         |
| Palmeiras | 1–0    | São Paulo | Pacaembu               | 11 de março de 1945     | Taça Cidade de São Paulo                    |
| São Paulo | 1–3    | Palmeiras | Pacaembu               | 17 de setembro de 1944  | Campeonato Paulista                         |
| Palmeiras | 3–3    | São Paulo | Pacaembu               | 4 de junho de 1944      | Campeonato Paulista                         |
| Palmeiras | 1–2    | São Paulo | Pacaembu               | 1 de março de 1944      | Taça Cidade de São Paulo                    |
| São Paulo | 0–0    | Palmeiras | Pacaembu               | 3 de outubro de 1943    | Campeonato Paulista                         |
| Palmeiras | 0–0    | São Paulo | Pacaembu               | 27 de junho de 1943     | Taça Cidade de São Paulo                    |
| Palmeiras | 1–2    | São Paulo | Pacaembu               | 13 de junho de 1943     | Campeonato Paulista                         |
| Palmeiras | 3–1    | São Paulo | Pacaembu               | 20 de setembro de 1942  | Campeonato Paulista                         |
| Palmeiras | 0–1    | São Paulo | Pacaembu               | 9 de julho de 1942      | Taça Cidade de São Paulo                    |
| São Paulo | 1–2    | Palmeiras | Pacaembu               | 14 de junho de 1942     | Campeonato Paulista                         |
| Palmeiras | 1–1    | São Paulo | Pacaembu               | 14 de março de 1942     | Torneio Quinela de Ouro                     |
| Palmeiras | 1–2    | São Paulo | Parque Antarctica      | 5 de outubro de 1941    | Campeonato Paulista                         |
| São Paulo | 0–0    | Palmeiras | Pacaembu               | 15 de junho de 1941     | Campeonato Paulista                         |
| Palmeiras | 4–1    | São Paulo | Pacaembu               | 8 de dezembro de 1940   | Campeonato Paulista                         |
| Palmeiras | 3–1    | São Paulo | Parque Antarctica      | 11 de agosto de 1940    | Campeonato Paulista / Torneio Rio-São Paulo |
| Palmeiras | 3–1    | São Paulo | Parque Antarctica      | 14 de janeiro de 1940   | Amistoso                                    |
| Anos 1930 |        |           |                        |                         |                                             |
| São Paulo | 2–1    | Palmeiras | Parque Antarctica      | 15 de outubro de 1939   | Campeonato Paulista                         |
| São Paulo | 1–2    | Palmeiras | Parque Antarctica      | 2 de julho de 1939      | Campeonato Paulista                         |
| São Paulo | 6–0    | Palmeiras | Rua da Mooca           | 26 de março de 1939     | Campeonato Paulista                         |
| Palmeiras | 1–0    | São Paulo | Parque Antarctica      | 22 de dezembro de 1938  | Torneio Noturno                             |
| Palmeiras | 2–1    | São Paulo | Parque Antarctica      | 27 de outubro de 1938   | Amistoso                                    |
| Palmeiras | 3–0    | São Paulo | Parque Antarctica      | 10 de julho de 1938     | Paulista Extra                              |
| Palmeiras | 4–2    | São Paulo | Parque Antarctica      | 5 de junho de 1938      | Paulista Extra                              |
| Palmeiras | 2–1    | São Paulo | Parque Antarctica      | 13 de abril de 1938     | Amistoso                                    |
| Palmeiras | 1–0    | São Paulo | Parque Antarctica      | 25 de julho de 1937     | Campeonato Paulista                         |
| Palmeiras | 0–0    | São Paulo | Parque Antarctica      | 14 de março de 1937     | Campeonato Paulista                         |
| Palmeiras | 3–0    | São Paulo | Parque Antarctica      | 25 de outubro de 1936   | Campeonato Paulista                         |
| Palmeiras | 2–2    | São Paulo | Parque Antarctica      | 10 de março de 1935     | Amistoso                                    |
| São Paulo | 1–0    | Palmeiras | Parque Antarctica      | 28 de outubro de 1934   | Torneio Extra                               |
| São Paulo | 1–0    | Palmeiras | Chácara da Floresta    | 2 de setembro de 1934   | Campeonato Paulista                         |
| Palmeiras | 2–0    | São Paulo | Parque Antarctica      | 3 de junho de 1934      | Campeonato Paulista                         |
| Palmeiras | 1–0    | São Paulo | Parque Antarctica      | 12 de novembro de 1933  | Campeonato Paulista / Torneio Rio-São Paulo |
| São Paulo | 2–3    | Palmeiras | Chácara da Floresta    | 14 de maio de 1933      | Campeonato Paulista / Torneio Rio-São Paulo |
| Palmeiras | 1–1    | São Paulo | Parque São Jorge       | 16 de abril de 1933     | Amistoso                                    |
| São Paulo | 2–3    | Palmeiras | Chácara da Floresta    | 8 de maio de 1932       | Campeonato Paulista                         |
| São Paulo | 4–0    | Palmeiras | Chácara da Floresta    | 6 de dezembro de 1931   | Campeonato Paulista                         |
| São Paulo | 2–2    | Palmeiras | Chácara da Floresta    | 6 de setembro de 1931   | Taça Isidoro Lopes                          |
| Palmeiras | 3–2    | São Paulo | Parque Antarctica      | 1 de maio de 1931       | Campeonato Paulista                         |
| São Paulo | 2–2    | Palmeiras | Chácara da Floresta    | 15 de novembro de 1930  | Festival da APEA                            |
| Palmeiras | 2–2    | São Paulo | Parque Antarctica      | 21 de setembro de 1930  | Campeonato Paulista                         |
| São Paulo | 2–2    | Palmeiras | Chácara da Floresta    | 30 de março de 1930     | Campeonato Paulista                         |